# Back to the Future
Back to the Future (titulada Regreso al futuro en España, y Volver al futuro o Vuelta al futuro en Hispanoamérica) es una película estadounidense de ciencia ficción y comedia de 1985 dirigida y escrita por Robert Zemeckis —Bob Gale también colaboró como guionista—, producida por Steven Spielberg y protagonizada por Michael J. Fox, Christopher Lloyd, Lea Thompson, Crispin Glover y Thomas F. Wilson. Relata las aventuras de Marty McFly, un adolescente rebelde e impulsivo que vive con sus padres y viaja accidentalmente al pasado desde 1985, su época, a 1955, la época en que sus padres se conocieron. Finalmente, cambia los hechos específicos de la línea original de tiempo en que sus padres se conocieron y enamoraron. Debido a esto, Marty debe recurrir a la ayuda del Dr. Emmett Brown para reunir a sus padres de nuevo, asegurando su propia existencia y la de sus hermanos. 
Zemeckis y Gale escribieron el guion cuando este último reflexionó sobre la posibilidad de haberse hecho amigo de su padre si ambos hubiesen asistido a la misma escuela. Varios estudios rechazaron el libreto hasta que la producción Romancing the Stone (1984), dirigida por Zemeckis, alcanzó el éxito en taquilla. Tras esto, Universal Pictures dio luz verde al proyecto, estando Spielberg como productor ejecutivo. Al principio, se invitó al cantante canadiense Corey Hart para que realizara las audiciones correspondientes para el rol estelar de McFly, pero rechazó la propuesta. De forma similar, Eric Stoltz participó en las pruebas de selección para el mismo papel, justo cuando Michael J. Fox se hallaba ocupado en la producción de la serie televisiva Family Ties. No obstante, durante el rodaje, los productores decidieron que Stoltz no era el adecuado para el rol, así que Fox nuevamente consideró encarnar a Marty McFly, ingeniándoselas para poder participar tanto en Back to the Future como en Family Ties. Este tipo de retrasos en la producción hizo que se regrabaran algunas escenas durante la posproducción de la cinta, con tal de poder estrenarla el 3 de julio de 1985.
Tras su estreno, Back to the Future se convirtió en la película más exitosa de ese año, al recaudar más de 380 millones USD en todo el mundo y obtener críticas positivas en su gran mayoría, quienes elogiaron las actuaciones de  Fox, Lloyd,  Thompson,  Glover y Wilson, el guion, la Banda Sonora de Silvestri, las canciones de Huey Lewis & The News (especialmente The Power of Love), la dirección de Zemeckis, el maquillaje y los efectos visuales. Asimismo, se hizo acreedora a un premio Hugo en la categoría de «Mejor producción dramática» y un galardón Saturn como «Mejor película de ciencia ficción», además de recibir nominaciones a los premios Óscar y Globos de oro.
A manera de legado, incluso Ronald Reagan la llegó a mencionar en el Discurso del Estado de la Unión de 1986, mientras que, en 2007, la Biblioteca del Congreso la eligió para ser preservada en el National Film Registry y, finalmente, en 2008 el American Film Institute la catalogó como la décima mejor película de ciencia ficción de todos los tiempos en su listado AFI's 10 Top 10. El éxito de Back to the Future dio lugar a la producción de una trilogía de películas, completada por Back to the Future Part II (1989) y Back to the Future Part III (1990), así como a la creación de una serie animada y el establecimiento de una atracción para un parque temático (Back to the Future: The Ride).
En 2010, para conmemorar sus primeros veinticinco años de lanzamiento, la cinta original pasó por un proceso de remasterización con tal de ser estrenada de nuevo en algunas salas de cine selectas de Reino Unido (1 de octubre de 2010), Estados Unidos (23 de octubre), y Canadá (23 de octubre), para finalizar ese año en México (5 de noviembre). El reestreno coincidió con la edición de aniversario Back To The Future 25th Anniversary para los formatos de video DVD y Blu-ray. El 13 de enero de 2011 se volvió a estrenar igualmente en Argentina, convirtiéndose en la sexta película con mayores ingresos en ese país en ese único día. Días después, en febrero de ese mismo año, se exhibió en el Digital Film Festival de Canadá en formato de alta definición junto a otras películas similares.
En 1989, se lanzó un videojuego basado en la primera película desarrollado por Beam Software y distribuido por LJN para la consola NES (Nintendo Entertainment System). El juego fue criticado tanto por su jugabilidad como por el hecho de que no tenía demasiada relación con la película. Se hizo una secuela de este mismo juego ligeramente superior para la misma consola.

## Argumento

### 1985
La historia comienza en 1985 con Marty McFly, un joven normal de 17 años de edad que vive con su familia en la ficticia Hill Valley, California. Su padre es un hombre fracasado, tímido y de poco carácter, con un empleo mal pagado donde tiene que soportar los constantes abusos de su jefe, Biff Tannen, quien desde el instituto le ha hecho la vida imposible. Asimismo, uno de sus tíos tiene antecedentes penales y ha sido arrestado en múltiples ocasiones y su familia tiene muchas deudas. El 25 de octubre de ese año Marty visita la casa de su amigo, un científico excéntrico llamado Dr. Emmett L. Brown, aunque «Doc» (como usualmente le llama Marty) no se encuentra allí. Poco antes se había enterado por medio de un noticiero televisivo de que alguien había robado plutonio. Al entrar en la casa de Doc patea su monopatín y este impacta con una caja que contiene el plutonio y que se halla oculta debajo de la cama del científico, aunque Marty no se percata. Poco después, recibe una llamada de Doc pidiéndole reunirse con él a la 1:15 a. m. en el estacionamiento del Twin Pines Mall. Una vez que confirma la reunión con Doc, Marty parte hacia la escuela.

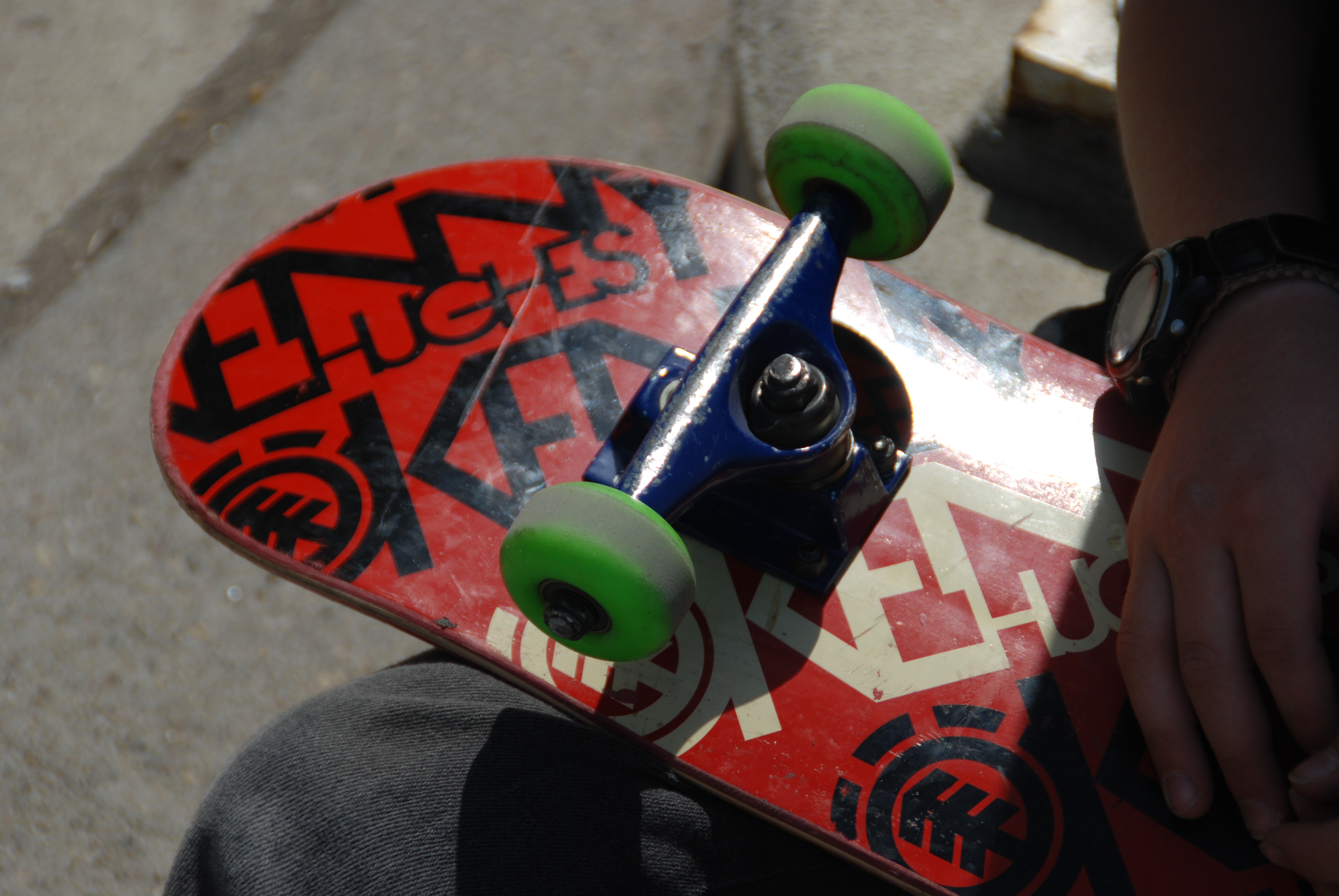
Uno de los principales pasatiempos de Marty es practicar el patinaje. Sobre su monopatín, se traslada usualmente de un lugar a otro en Hill Valley.

Al llegar al instituto, se encuentra con su novia Jennifer Parker (interpretada por Claudia Wells), quien le informa que el Sr. Strickland —director del instituto, interpretado por James Tolkan— lo está buscando. Después de que este los encontrase y los sancionase por llegar tarde a la escuela, Marty se reúne con su banda musical The Pinheads para audicionar y tocar durante el baile de la escuela, sin embargo, son rechazados debido a que tocaban «demasiado ruidoso». Después Marty se va con Jennifer a la Plaza de la Corte, donde se sientan en un banco para posteriormente besarse. En ese instante, una mujer los interrumpe para darle a Marty un folleto en el que se explica una campaña llevada a cabo para reparar la torre del reloj, el cual quedó inservible desde que le cayó un rayo, exactamente a las 10:04 p. m. del 12 de noviembre de 1955, deteniendo el reloj precisamente en esa hora. Jennifer se va luego a casa de su abuela y Marty guarda el folleto en el bolsillo, ya que Jennifer le ha escrito el número telefónico de su abuela, para que Marty la llame después.
Una vez que el joven llega a su hogar, se sorprende al darse cuenta de que el automóvil de su familia está hecho añicos por culpa de Biff, quien tuvo un accidente contra un poste de luz, mientras lo conducía esa mañana. Ahí mismo se topa con Biff amonestando a George por no haberle advertido de que el automóvil no era resistente e intimidándolo sobre cuestiones de trabajo. Tras esto Biff se retira de forma prepotente de la casa de los McFly y la familia procede a cenar. En ese momento, Lorraine (la madre alcohólica de Marty y esposa de George) comenta que está mal visto ante la sociedad que las chicas busquen novios, algo que no sucedía en su juventud. Igualmente, habla sobre su primer beso con George durante el «Baile del encanto bajo el océano», subrayando que el destino los había unido desde que su padre (el abuelo de Marty) atropelló con su auto a George, evento que causó su noviazgo.
Marty se queda dormido después de cenar y se olvida de su reunión con Doc. No obstante, este lo llama por teléfono para sugerirle que pase por su laboratorio y busque la cámara de vídeo que dejó olvidada en dicho lugar y la lleve al lugar acordado. Una vez que el joven llega Doc le pide que filme detalladamente su nuevo invento, una máquina del tiempo construida en un automóvil DMC DeLorean, el cual debe alcanzar una velocidad media de 88 millas por hora para poder viajar a través del tiempo.
Para probar que el DeLorean realmente podía viajar en el tiempo, Doc hace un primer experimento en el que envía a su perro Einstein un minuto al futuro. Cuando la máquina desaparece del lugar dejando solamente tras de sí dos largas líneas de fuego a manera de derrape, el científico celebra con tremenda felicidad su logro. Posteriormente, le explica con más detalle a Marty el funcionamiento de la máquina, diciéndole que el viaje en el tiempo ocurre gracias a un dispositivo primordial conocido como flux capacitor. No obstante, hay un inconveniente; el flux capacitor requiere de una cantidad de energía eléctrica equivalente a 1,21 jigowatts, la cual se genera por medio de una reacción nuclear que genera la dispersión del flujo temporal, la cual Doc pretende llevar a cabo mediante el uso de plutonio. En un pequeño teclado de la máquina del tiempo, Doc introduce la fecha 5 de noviembre de 1955, que resulta ser el día en que se le vino a la mente la idea del condensador. Después de agregar el plutonio en un pequeño compartimento trasero recubierto con plomo, recuerda que debe llevar el plutonio adicional para poder regresar. En ese momento un grupo de terroristas libios aparecen en la escena, a bordo de una VW Kombi, ya que Doc les había robado el plutonio a ellos. Pero cuando el Doc saca un revólver para repeler a los terroristas, este descubre que su pistola esta descargada, por lo que los libios rápidamente acorralan al Doc con una AK-47, el cual tira su arma en señal de rendición, pero estos inmediatamente le disparan al científico, matándolo en el acto, justo enfrente de Marty quien observa perplejo desde el sitio donde permanece oculto. Cuando los terroristas lo descubren, rápidamente estos intentan dispararle a Marty con plena intención de matarlo, pero de forma afortunada el arma se encasquilla, dándole una ventana de oportunidad para que Marty escape, donde además el vehículo VW Kombi de los terroristas también sufre una avería por unos segundos. Por otro lado y para escapar de los terroristas, el joven Marty se sube al DeLorean y acelera a fondo para despistar a los terroristas que lo persiguen detrás, mientras estos le disparan con su AK-47, pero en medio de la persecución y sin darse cuenta activa accidentalmente los circuitos del condensador de flujo, el vehículo alcanza una velocidad de 88 millas por hora y viaja en el tiempo treinta años al pasado, específicamente a la fecha que previamente Doc había fijado con el teclado.

### 1955
Tras viajar en el tiempo a bordo del DeLorean, Marty aparece en el Twin Pines Ranch —en 1985 resulta ser el Twin Pines Mall—, y acaba estrellándose contra el establo de la granja, lo cual provoca que la familia que reside ahí se despierte alarmada por el estruendo y salga de su hogar para investigar qué había ocurrido. Después de ver al joven salir del DeLorean con su traje anti-radiactivo encima, estos asumen que se trata de un alienígena, ya que el hijo del granjero traía consigo una historieta de ciencia ficción con un personaje en la portada parecido a él. Entonces, el dueño de la granja empieza a dispararle al joven con una escopeta, pero falla y este último logra escapar, arrollando accidentalmente con el DeLorean uno de los pinos de la granja. Posteriormente, el joven descubre que el cargamento de plutonio se está agotando y decide esconder el DeLorean detrás de un gran letrero donde en el futuro estará ubicado su vecindario Lyon Estates a las afueras de Hill Valley y se adentra en la ciudad.
Al llegar a Hill Valley, Marty se percata de varios cambios respecto a la época de la que proviene. De inmediato acude a buscar al Doc de ese entonces con tal de averiguar cómo regresar a su época original. No obstante, antes entra a un café y se encuentra con su padre de joven. Este abandona el lugar poco después al ser molestado por Biff. Marty decide seguirlo de manera discreta hasta que se detiene frente a un árbol, el cual trepa y se coloca en una de sus ramas para espiar con unos binoculares a través de la ventana de la recámara a una joven Lorraine cambiándose de ropa. Súbitamente George se resbala de la rama del árbol y se cae justo en la calle, en donde por poco es atropellado por un vehículo conducido por el padre de Lorraine, pero es salvado por Marty, recibiendo este último el impacto y quedando desmayado en el lugar. El hecho provoca una alteración en la forma en que se conocieron Lorraine y George, lo cual pasa al principio inadvertido para el joven. Lorraine lo ayuda llevándolo dentro de su casa para que se recupere del accidente. Al despertar, lo llama diciéndole «Calvin Klein» creyendo que es su nombre pues lo lleva grabado en su ropa interior. Acto seguido acuden a cenar, pero cuando Lorraine intenta seducir a Marty, este se ve completamente estremecido ante las insinuaciones de la que, en definitiva, era su madre, por lo que opta por despedirse de la familia y buscar a Doc. Al llegar a casa de Doc, el científico no le cree sobre el viaje en el tiempo, ya que para ese entonces apenas se le había ocurrido la idea de la máquina del tiempo. No es sino hasta que Marty le revela la forma en que imaginó el condensador cuando convence al Doc y decide ayudarlo indicándole que no debe hablar con nadie más si no quiere alterar su pasado y provocar cambios en su futuro. Marty saca una fotografía de entre sus pertenencias donde aparece retratada su familia, percatándose de que su hermano mayor Dave comienza a desaparecer de la imagen poco a poco, lo cual Doc asume que esto se debe a que como Marty interfirió en el primer encuentro de sus padres, estos nunca conocieron, ni se casaron y por lo tanto Marty y sus hermanos nunca existieron, por lo que Doc le sugiere al joven que deben solucionar este asunto lo más pronto posible, ya que sus hermanos empezaran a ser borrados de la existencia en el orden en el que nacieron, comenzando con su hermano, luego seguirá su hermana y a menos que Marty repare el daño causado, él será el último en ser borrado. Tras esto, acuden al lugar donde Marty ocultó el DeLorean y se llevan consigo el vehículo al laboratorio del científico. Después de mirar la grabación del primer viaje en el tiempo con la máquina, Doc se sorprende al escuchar que se necesitan 1,21 jigowatts para realizar el viaje en el tiempo puesto que no hay nada conocido en esa época que sea capaz de generar tal energía, con la excepción de un rayo. En ese momento, Marty saca el folleto de la torre del reloj y descubre que en él se detalla que un rayo caería justo la próxima semana, coincidiendo con el "Baile del encanto bajo el océano" que representa la única oportunidad para que sus padres se enamoren y todo vuelva a la normalidad en 1985.
Al lunes siguiente Marty y Doc acuden a la escuela y el primero le presenta sus padres al científico. Doc le dice que debe existir una forma de hacer que ambos se conozcan y Marty recuerda el baile. Para cumplir su propósito de que George y Lorraine se enamoren en el baile, Marty intenta en repetidas ocasiones que George invite a salir a Lorraine, pero este se niega ya que teme ser rechazado, aunado al hecho de que Biff también está interesado en ella. Debido a esto, Marty confronta a Biff, pero en ese momento el director de la escuela los detiene; luego Marty se voltea hacia donde estaba George, pero este se ha retirado del lugar. Ante la renuencia de George, Marty decide tomar medidas más drásticas y aprovechando que sabe que su padre es un fanático de la ciencia ficción, se disfraza con el traje anti-radiactivo que traía para imitar a un ser extraterrestre y así amenazarlo en su casa mientras duerme. En el acto, Marty le miente a George diciéndole que su verdadera identidad es la de «Darth Vader, del planeta Vulcano»—una de las escenas más notables del filme que alude a Star Wars y Star Trek—, y utilizando su walkman le obliga a escuchar música de Van Halen. Atemorizado por el encuentro con el supuesto extraterrestre, George invita a Lorraine a la mañana siguiente, pero en ese instante Biff aparece y los interrumpe mientras conversan. Nuevamente Marty interfiere y molesta a Biff comenzando una pelea con él. Marty logra huir, aunque Biff lo persigue por toda la plaza de la ciudad a bordo de su automóvil. Al final tras ser evadido por Marty, Biff se estrella contra un camión estacionado que transporta estiércol. A pesar de sus esfuerzos, la hazaña de Marty hace que Lorraine se enamore aún más de él dejando sin posibilidades a George. Ante esto, el joven planea decepcionarla justo en la noche del baile.

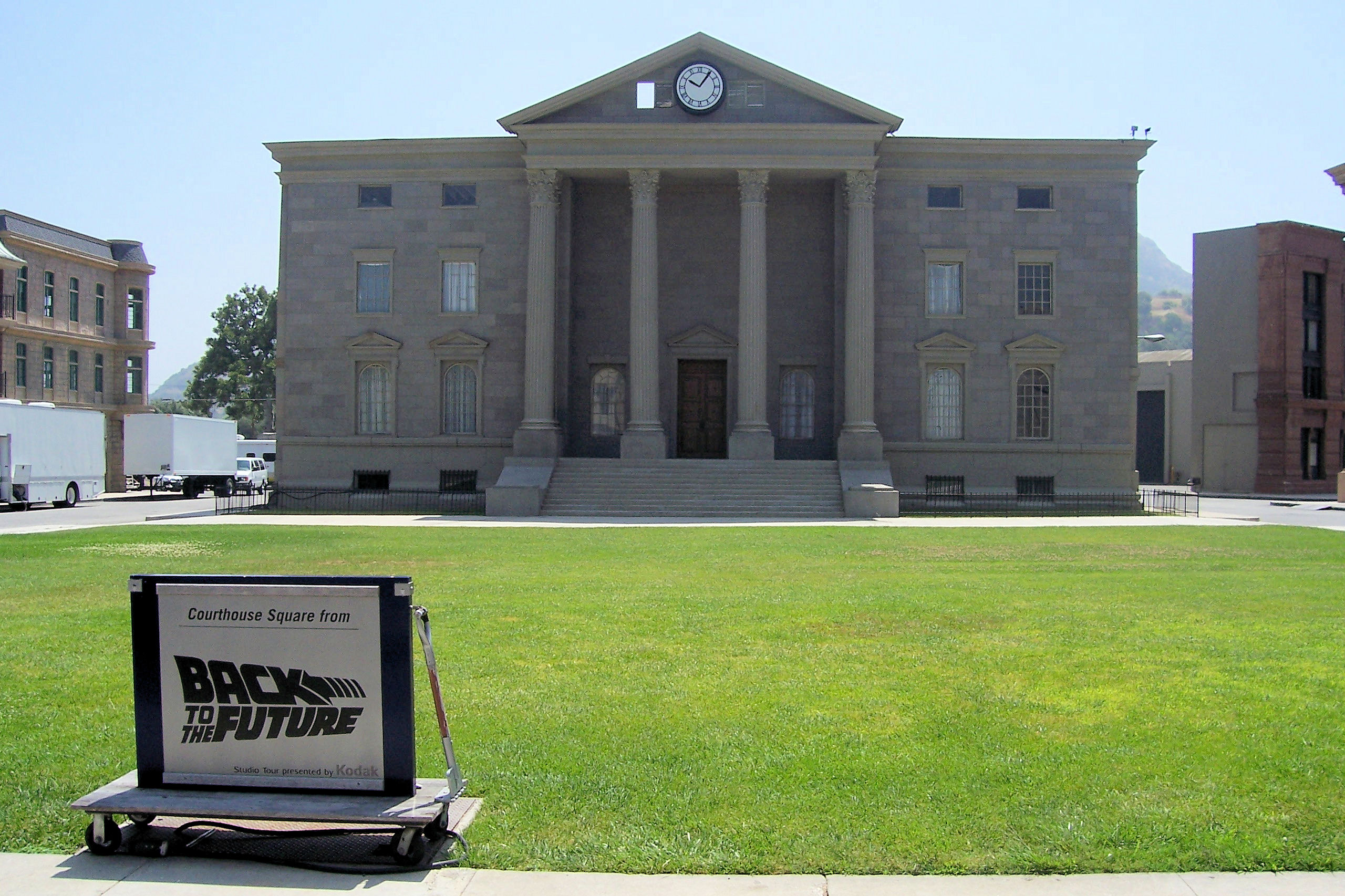
La simbólica torre del reloj, en Hill Valley, lugar sobre el cual cae el rayo que ayuda a Marty a regresar a su época; en la película, el rayo es canalizado mediante un gran electrodo hacia el DeLorean, con lo que se genera la suficiente cantidad de energía como para activar el condensador de flujo del coche y poder viajar al futuro.

En la noche del baile, Marty lleva a su madre en el automóvil de Doc e intenta «forcejear» con ella. De acuerdo a lo planeado, George debe aparecer en ese momento y rescatarla. No obstante, Lorraine besa a Marty y a continuación Biff irrumpe en la escena y saca al joven del automóvil, ordenándole a sus colegas que lo encierren en el maletero del automóvil de la banda que tocaba en ese momento en el baile. Visiblemente retrasado George llega al lugar y suponiendo que es Marty quien se encuentra en el interior del vehículo, descubre a Biff acosando a Lorraine. George le ordena a Biff que deje en paz a Lorraine, pero este lo ataca torciéndole el brazo y empujando a Lorraine cuando ésta intenta ayudar a George. Ante esto, George se enfurece y noquea a Biff dejándolo inconsciente. Acto seguido George y Lorraine entran al instituto para unirse al baile. Mientras tanto, Marty logra escapar del maletero donde se hallaba encerrado y descubre que sus hermanos continúan desapareciendo de la fotografía que trae consigo. Para entonces, el baile está por terminar y sus padres aún no se han dado su primer beso como ocurriera originalmente. Aprovechando que el guitarrista de la banda se lesionó la mano y no puede seguir tocando en el baile, Marty se integra a la banda y acude al baile. En medio del baile, el propio George es apartado de Lorraine por unos minutos por un compañero de clases, donde a su vez Marty empieza a sentirse algo mareado y se desploma contra el suelo, donde este observa que la foto en la que están sus hermanos solo queda el mismo y comienza a ser parcialmente borrado de la existencia, hasta que finalmente George aparta al compañero de clases que le quitó a Lorraine en pleno baile y sus padres finalmente se besan por primera vez, lo que al mismo tiempo provoca que la fotografía se restablezca nuevamente y donde también Marty recupera el conocimiento y continua tocando con la banda. Antes de despedirse, Marty toca la canción «Johnny B. Goode» a una multitud de jóvenes que todavía estaban en la época del género doo wop —en el momento en que el joven viajero se encuentra tocando con los demás miembros de la banda del baile, Marvin Berry, el líder del grupo musical, realiza una llamada telefónica a su primo quien resulta ser Chuck Berry, el compositor e intérprete «original» de dicha melodía—. Apenado por el hecho de haber tocado una canción de rock and roll en una época en la que todavía no existía dicho género, se va del baile no sin antes despedirse de sus padres para luego reunirse con Doc y preparar su regreso al futuro.
Momentos después, Marty tarda un poco en llegar, mientras Doc se encuentra arreglando varios cables para utilizarlos en el DeLorean y llevar a cabo el viaje al futuro, donde el joven Marty le revela al científico que todo el plan de que sus padres finalmente se conocieran salió a la perfección y que además le menciona que el padre de Marty jamás se había opuesto al abusivo Biff en su vida, rápidamente el Doc observaba la foto de Marty completamente restaurada como tenía previsto, pero también Doc se queda algo pensativo por lo último que le mencionó Marty sobre su padre, aunque por cuestiones de tiempo el científico no le toma mucha importancia al asunto y prepara los circuitos del tiempo en donde Doc teclea la fecha y hora de destino para que Marty regrese exactamente al mismo momento de su partida original en el estacionamiento del Twin Pines Mall. Justo cuando el joven está listo para partir, Doc descubre una carta dentro de los bolsillos de su gabardina, en la cual el joven le había escrito los detalles de su futura muerte a manos de los terroristas libios, pero Doc se rehúsa a disponer de dicha información del futuro, afirmando que no se debe alterar la historia y rompe la carta sin haberla leído. En ese momento, las ramas de un árbol se caen sobre el cableado y los desconecta de los terminales, por lo cual Doc pone los restos de la carta dentro de su gabardina y corre para arreglar el desperfecto. Rápidamente el joven intenta hablarle al científico sobre los sucesos futuros, pero su oportunidad se opaca debido a que se agota el tiempo para su regreso y se ve forzado a subir al DeLorean y retirarse al punto de partida establecido cerca de un motel llamado Blue Bird. Al llegar al punto de partida, Marty coloca todo el equipo que el Doc preparo previamente en su laboratorio, el cual enviara la energía del rayo al condensador de flujos para su viaje, pero también empieza a sentirse frustrado por no poder alertar al científico de su inminente muerte a manos de los terroristas libios, pero pronto recuerda que este tiene en su poder la máquina del tiempo, así que como último recurso, Marty decide reconfigurar los circuitos del tiempo para regresar unos diez minutos antes de su partida original en el estacionamiento del Twin Pines Mall y así advertirle al científico antes de que el ataque suceda nuevamente, pero justo en ese momento el DeLorean sufre un desperfecto mecánico y se apaga, provocando que Marty de manera desesperada intente encenderlo nuevamente, antes de que el rayo caiga en la torre del reloj a las 10:04 p. m. como estaba planeado y finalmente consigue arrancarlo a tiempo y acelera el DeLorean a fondo. Por otro lado, Doc sufre una serie de accidentes relacionados con el cableado, pero afortunadamente consigue reconectar todos los cables a sus respectivos terminales, antes de que el rayo impacte directamente en la torre del reloj a las 10:04 p. m., con lo que consigue que el DeLorean viaje de regreso al futuro.

### De vuelta a 1985
Una vez que regresa a 1985, Marty aparece diez minutos antes de su partida original, donde rápidamente trata de ir a advertirle al científico del inminente ataque de los terroristas libios, sin embargo, el DeLorean se apaga nuevamente, ya que se agotó toda la energía en el viaje temporal. Mientras intenta de manera precipitada arrancarlo, los terroristas libios pasan a un lado del joven en dirección al centro comercial, forzando a Marty a seguirlos a pie y luego llega hasta en el estacionamiento del «Lone Pine Mall» (un cambio de nombre debido a que Marty arrolló accidentalmente uno de los pinos «gemelos» cuando viajó a 1955) por lo que el joven no tiene más remedio que esconderse y ver como los eventos pasados vuelven a repetirse exactamente de la misma forma que al principio, donde los terroristas libios le disparan nuevamente a Doc, matándolo. Cuando los terroristas libios se van persiguiendo a su yo del pasado en el DeLorean en medio del estacionamiento, Marty ve como su yo del pasado termina viajando accidentalmente a 1955 y ve como la VW Kombi de los terroristas libios se estrella contra un local que estaba en el estacionamiento, finalmente Marty se acerca a donde se encuentra el cuerpo inmóvil del científico, creyendo que no ha podido impedir su muerte otra vez y empieza a llorar de tristeza. No obstante, Doc abre los ojos y se levanta del suelo como si nada, donde momentos después el joven se queda sorprendido de que el científico siga con vida, en ese instante el Doc abre su traje anti-radiactivo, revelando que este llevaba puesto un chaleco blindado, al principio Marty no comprende como el científico logró deducir estos acontecimientos, ya que este en el pasado no tuvo tiempo para advertirle de ello, pero en ese instante Doc saca de uno de los bolsillos de su traje la carta que Marty le había escrito treinta años atrás, dándole a entender al joven que efectivamente la había leído después de todo.
Posteriormente, Doc lleva al joven viajero hasta su casa, para luego dirigirse al año 2015. A la mañana siguiente, Marty se levanta y piensa que toda esta experiencia fue solo un sueño, pero al bajar a la sala, este se percata de que su casa ahora es diferente a lo que recordaba, mucho más lujosa y ordenada, donde también se percata que su hermano Dave ahora tiene un trabajo en una oficina y su hermana también se ve diferente. Poco después, llegan sus padres y este les comenta que se ven más jóvenes y felices de lo que él recordaba. Así mismo, llega Biff, quien ahora es un mecánico automotriz y se apresura a entregarle una copia de la novela de ciencia ficción que el padre de Marty había escrito. El joven sale de la casa y encuentra una camioneta nueva en su cochera, la misma que deseaba antes de viajar al pasado y de repente aparece Jennifer y le sugiere que ambos deberían salir a estrenarla. Pero justo en ese instante, Doc se aparece sorpresivamente en el DeLorean (el cual tiene ahora una modificación que le permite funcionar con basura, en lugar del plutonio que le robó a los terroristas libios) y les dice a ambos que deben acompañarlo de inmediato, pues les advierte que sus hijos estarán en problemas en el futuro. Finalmente todos suben al DeLorean y Marty le comenta que no hay el suficiente tramo de calle para alcanzar la velocidad de 88 millas por hora; sin embargo, Doc señala que eso no es importante, ya que a donde van no las necesitan. El automóvil comienza a suspenderse en el aire, para luego dar la vuelta y desaparecer en el aire. La trama continúa en Back to the Future Part II.

### Influencias
Según Gale, la película The Time Machine, la serie de televisión The Twilight Zone y el cuento «El ruido de un trueno» fueron elementos que influyeron significativamente en la concepción de Back to the Future. En sus propias palabras: «[...] Recuerdo haber escrito una historia sobre viajes en el tiempo, posiblemente cuando estaba en noveno grado, la cual fue inspirada por 'El ruido de un trueno'. En la universidad, leí muchas obras de Robert Silverberg y su novela Up the Line me causó una gran impresión. Me hizo interesarme completamente en la 'paradoja de duplicación'».
Igualmente, las historietas de DC Comics sirvieron de inspiración para la trama, pues historias como «What If Krypton Never Exploded?» —trad. lit: «¿Qué hubiera sido si Krypton jamás hubiese explotado?» o «What if Lois Lane Married Lex Luthor?» («¿Qué hubiera sido si Lois Lane se hubiese casado con Lex Luthor?»)— eran del agrado tanto de Gale como de Zemeckis cuando eran jóvenes. Adicionalmente, el primero reveló que la producción Qué bello es vivir, de Frank Capra, y la historia «A Christmas Carol», de Charles Dickens, influyeron en la película. No obstante, se observa una mayor influencia de todos estos en las continuaciones de Back to the Future.

## Reparto principal
- Michael J. Fox como Marty McFly: el protagonista de la película. El actor fue la primera opción para interpretar al joven viajero en el tiempo, sin embargo, Fox estaba comprometido en ese instante con la teleserie Family Ties.[21] Las siguientes opciones de Zemeckis eran los actores C. Thomas Howell y Eric Stoltz, respectivamente. Este último había impresionado a los productores con su participación como Roy L. Dennis en Mask —la cual aún no se había estrenado— por lo que fue contratado para asumir el papel de Marty.[22] No obstante, en plena etapa de rodaje, los directores despidieron a Stoltz al sentir que no era adecuado para el papel. Por otra parte, Fox finalmente estuvo disponible para grabar el filme una vez que Stoltz se lo permitiera, bajo algunas condiciones (véase la sección Rodaje para más información). Una vez que el actor leyó el guion, quedó fascinado con la trama y se mostró impresionado por la sensibilidad de Zemeckis y Gale al despedir a Stoltz, pues a pesar de todo «hablaban muy bien de él».[6] Otras celebridades consideradas para el rol fueron el cantante canadiense Corey Hart —a quien los cineastas invitaron a realizar una sesión de prueba; sin embargo, este rechazó la propuesta—,[7] y los actores C. Thomas Howell y Ralph Macchio —quien creyó que la película trataba solo sobre «un joven, un automóvil y cápsulas de plutonio»—.[23] Adicionalmente, Johnny Depp y John Cusack realizaron una prueba de casting para este rol.[24]

- Christopher Lloyd como Emmett «Doc» Brown: el científico que logra establecer los viajes en el tiempo y mejor amigo de Marty McFly. Lloyd fue elegido después de que la primera opción de los directores, John Lithgow, no estuviera disponible.[6] Igualmente, el actor Jeff Goldblum fue considerado para el rol.[25] Tras trabajar con el actor en la película Las aventuras de Buckaroo Banzai (1984), el productor Neil Canton sugirió que Lloyd era una opción adecuada para el rol. En un principio, Lloyd rechazó el papel, pero cambió de parecer una vez que leyó el guion, además de la persistencia de su esposa para que actuase en la película. Durante el rodaje, Lloyd improvisó algunas escenas,[26] inspirándose primordialmente en el científico Albert Einstein y el compositor Leopold Stokowski.[27] Como detalle adicional, Brown pronuncia la palabra «gigawatts» como «jigowatts», ya que ésta era la forma en la que un físico pronunció dicha palabra durante una reunión que tuvo con Zemeckis y Gale, al momento de revisar el guion.[28][29]

- Lea Thompson como Lorraine Baines: madre de Marty y esposa de George. Thompson fue elegida debido a que había protagonizado junto con Stoltz la película The Wild Life. El maquillaje que utiliza durante las primeras escenas del filme, durante 1985, tomó cerca de tres horas y media para hacerla ver como si tuviera 47 años de edad, cuando en ese entonces tenía 23.[30] De manera similar al caso de Glover, a pesar de haber interpretado a la madre de Marty, Thompson nació en el mismo año que Fox pues el actor es mayor que ella, por tan solo diez días.

- Crispin Glover como George McFly: padre de Marty y esposo de Lorraine. Zemeckis le dijo a Glover que improvisara varios de los gestos nerds de George,[nota 4] así como sus manos temblorosas. El director bromeaba con frecuencia al respecto al decir: «tuve que hacerlo entrar en razón en incontables ocasiones pues Crispin estaba inmerso en un 50% de las veces en su interpretación del personaje».[6] A pesar de haber interpretado al padre de Marty, en la vida real, Glover es casi tres años más joven que Fox.

- Thomas F. Wilson como Biff Tannen: el antagonista central de la película y bravucón de la escuela a la que asiste George. Wilson fue considerado debido a que la opción inicial, J. J. Cohen, no era muy convincente al interpretar el papel del bravucón al que se enfrentaría Stoltz.[6] Cohen fue recontratado para formar parte como uno de los esbirros de la pandilla de Biff. En caso de que Fox hubiese sido contratado desde un inicio, probablemente Cohen hubiese resultado elegido para el papel, pues tenía la ventaja de que era mucho más alto que Fox, un contraste que ayudaría a hacer más convincente la inferioridad de Marty respecto a Biff.[28]

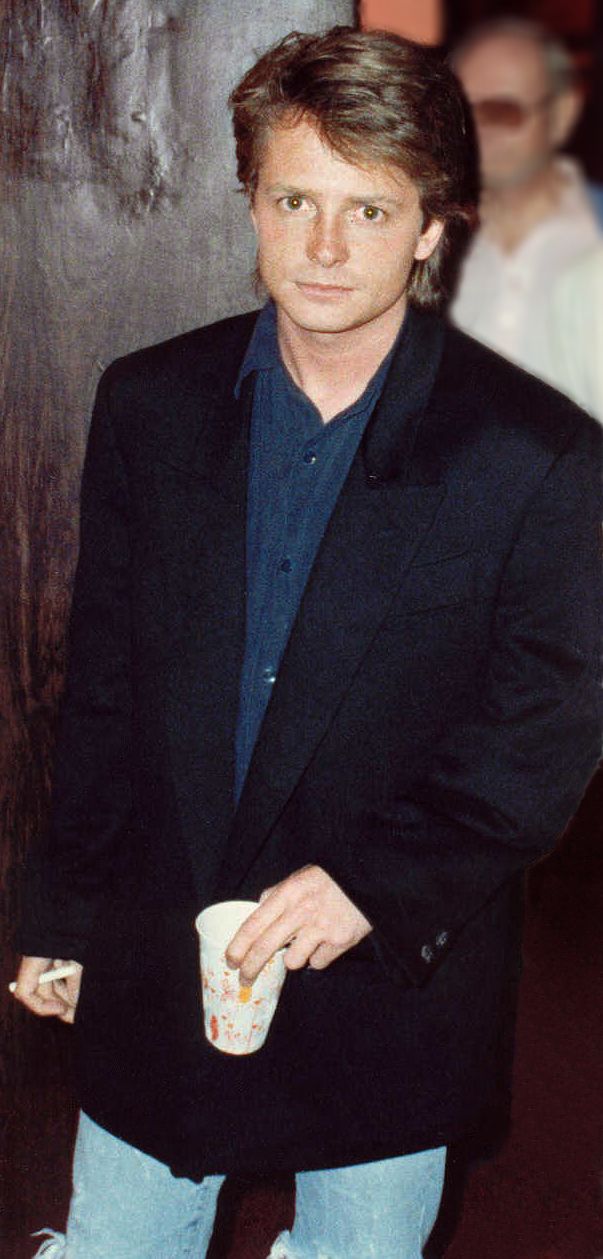
Michael J. Fox, intérprete de Marty McFly.
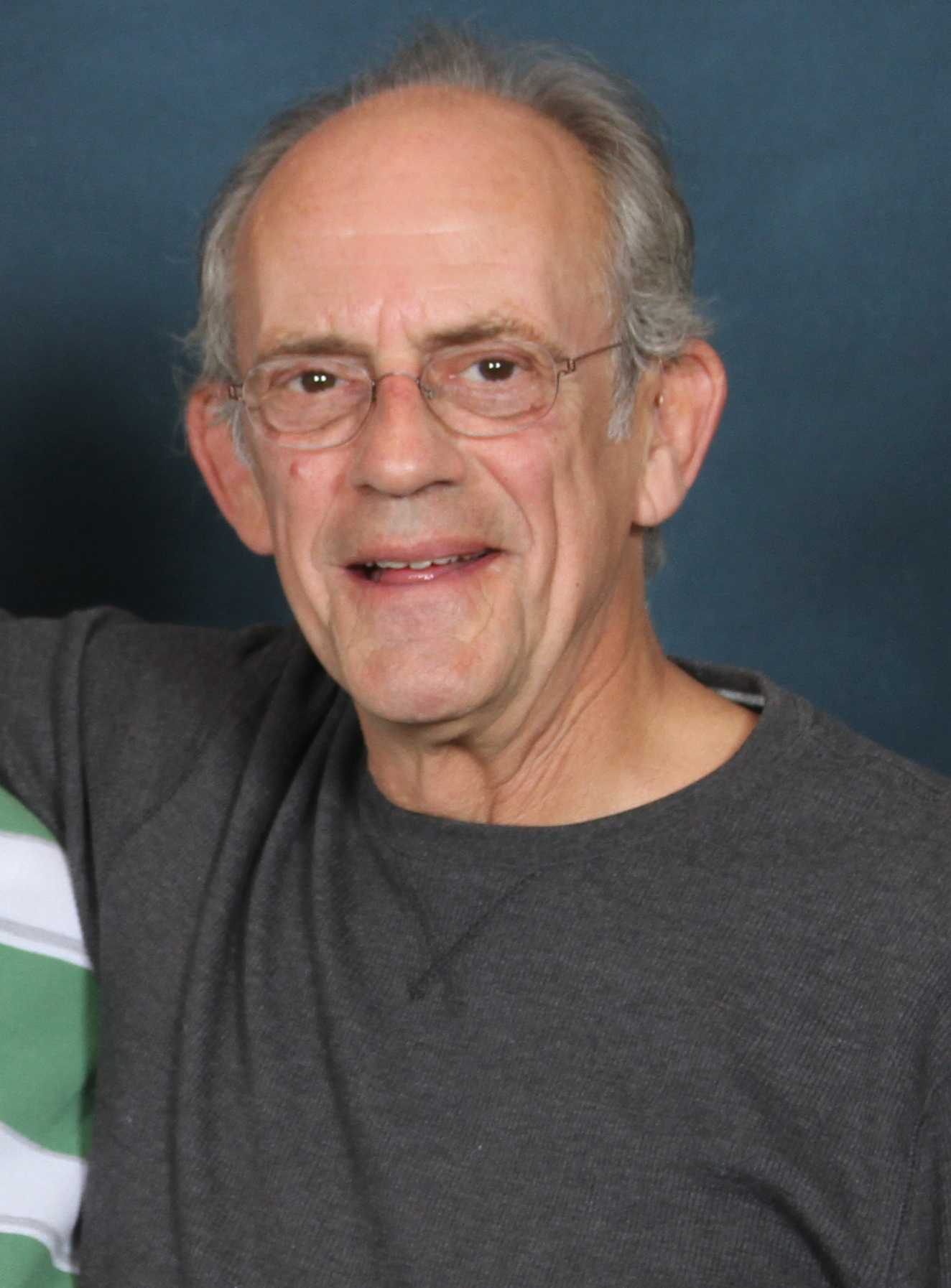
Christopher Lloyd, intérprete de Emmett Brown.
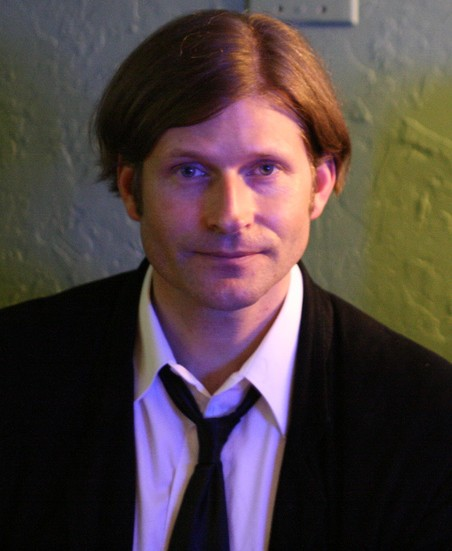
Crispin Glover, intérprete de George McFly.
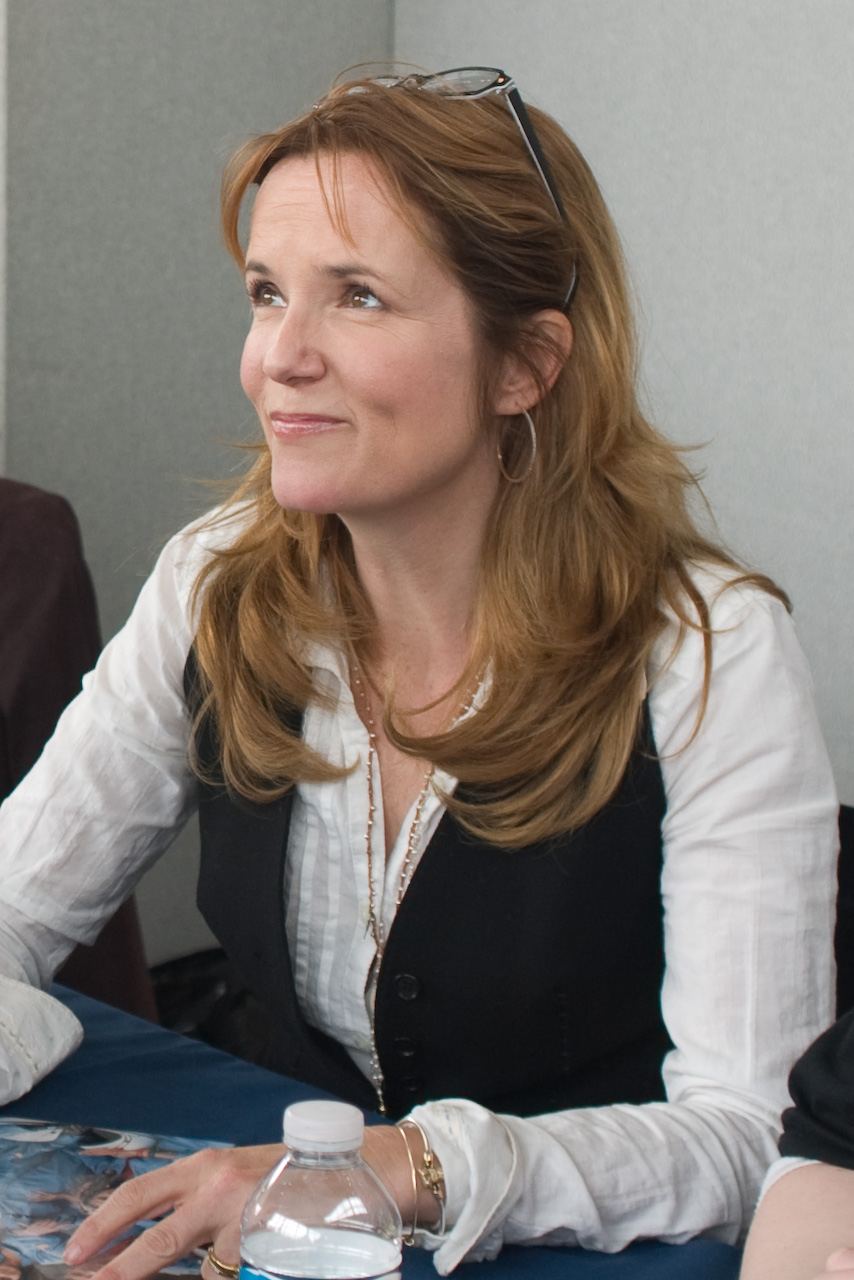
Lea Thompson, intérprete de Lorraine McFly.
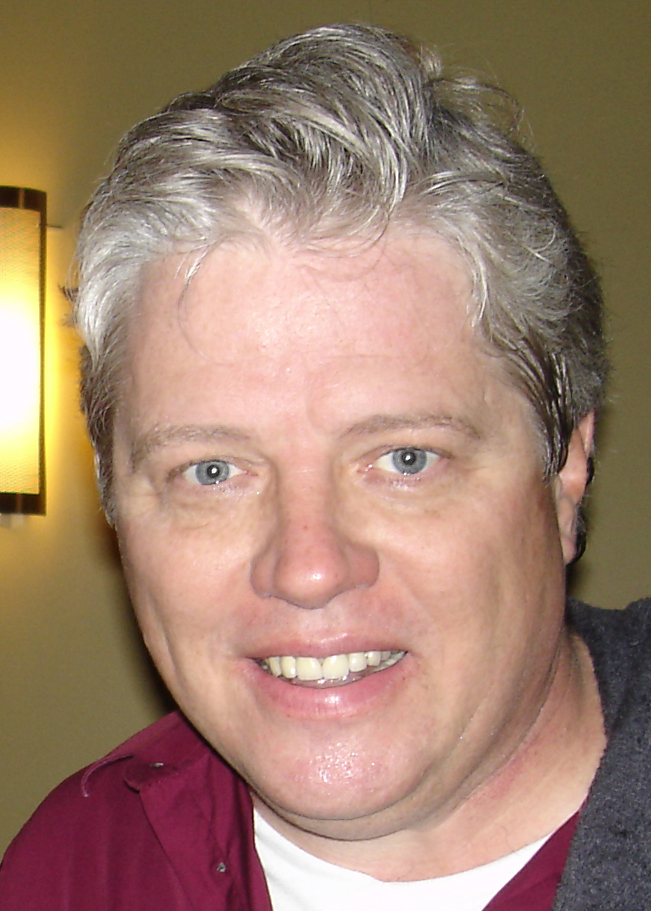
Thomas F. Wilson, intérprete de Biff Tannen.

### Doblajes

#### Español ibérico
Respecto al doblaje en español, para Back to the Future se realizó en Barcelona para la versión de España. Este fue grabado en 1985 basado en la versión para los cines españoles Cabe señalarse que en la traducción ibérica se generaron cambios en algunos diálogos respecto a la cinta original, ya que el apodo que Marty recibe de su madre es referido como «Levi Strauss» en lugar del «Calvin Klein» original. Esto no solo aplica a la traducción ibérica, ya que también la conversación de la misma escena se modificó parcialmente en países como Francia donde el apodo fue «Pierre Cardin». Este cambio se debe a que en la década de 1980 Calvin Klein no era una marca conocida en Europa. Las modificaciones de diálogos se extienden a los países en los que la cinta se distribuyó y para los cuales se realizó una traducción en el idioma de la región correspondiente.

#### Español Latinoamericano
El doblaje para Hispanoamérica se realizó en México. Este fue hecho en 1986 y está basado en la versión para la television, ya que en cines la película se había estrenado exclusivamente subtitulada, pero debido al buen recibimiento que recibió, pasó a ser el doblaje oficial para la película en Hispanoamérica. El doblaje contó con las actuaciones de Roberto Carrillo como Marty, Federico Romano como el Doc Brown, Magdalena Leonel como Lorraine, Antonio Monsell como George y Víctor Trujillo como Biff, fue grabado en el estudio Procineas S.C.L. El distintivo de este doblaje fue el suavizar las frases de varios personajes para que el doblaje fuese apto para todo público.

#### Redoblaje
A diferencia de la primera película, la segunda y tercera parte de la saga fueron dobladas en Los Ángeles, California con diferentes actores de doblaje y fueron estrenadas en los cines con el doblaje en la mayoría de los países hispanoamericanos. A finales de 1989 y principios de 1990, como se acercaba el estreno de la tercera parte, para publicitar la película, una aerolínea (aún no identificada) ordenó un redoblaje de la primera película, este fue grabado entre diciembre de 1989 y enero de 1990 con los mismos actores de doblaje que estuvieron en la segunda y estarían en la tercera —a excepción del Doc Brown, quien fue doblado por Roberto Colucci en lugar de Helgar Pedrini—, esto ocasionó que la película fuese redoblada en Los Ángeles. Sin embargo, hoy en día no hay ni un rastro de dicho redoblaje, solo se tiene registro de que en una ocasión la película fue transmitida por el canal de televisión Telemundo con el redoblaje, pero se desconoce si alguien logró grabarlo, por lo que hoy en día el redoblaje se considera Lost media, únicamente como evidencia de su existencia se tienen varias entrevistas al actor Víctor Mares Jr. quien le puso su voz a Marty. Debido a su emisión en Telemundo, es muy probable que Comcast —propietarios del canal Telemundo y de Universal Pictures— aún posean el archivo del redoblaje.

## Preproducción

### Redacción del guion
Robert Zemeckis y Bob Gale, a la postre director y productor de Back to the Future, ya se habían interesado acerca de la idea de hacer una película sobre viajes en el tiempo, si bien no habían conseguido trazar cual podría ser el concepto central para una película de ese tipo. El germen de la idea surgió cuando Gale visitó a sus padres, en San Luis, Misuri, después del estreno de la sátira cinematográfica Used Cars (Frenos rotos, coches locos en España y Autos usados en Hispanoamérica; 1980), la cual escribió y produjo. Ya en casa de sus padres, acudió al sótano y encontró el anuario de la preparatoria de su padre, enterándose de que había sido el presidente de su respectiva clase de graduación. En ese momento, se quedó pensando en el presidente de su propia clase, un compañero con el que no convivió mucho. Así, se cuestionó si su padre y él se habrían vuelto amigos si ambos hubiesen asistido a la misma escuela juntos. Una vez que regresó a California, le contó el tema a Robert Zemeckis, director de Used Cars. Interesado en el concepto, Zemeckis pensó además en una madre de familia que se quejaba de nunca haber besado a ningún chico en su escuela, siendo que en realidad era más bien promiscua en su juventud. Ambos presentaron el proyecto a Columbia Pictures, y llegaron a un acuerdo con el estudio, en septiembre de 1980, para concluir un libreto.

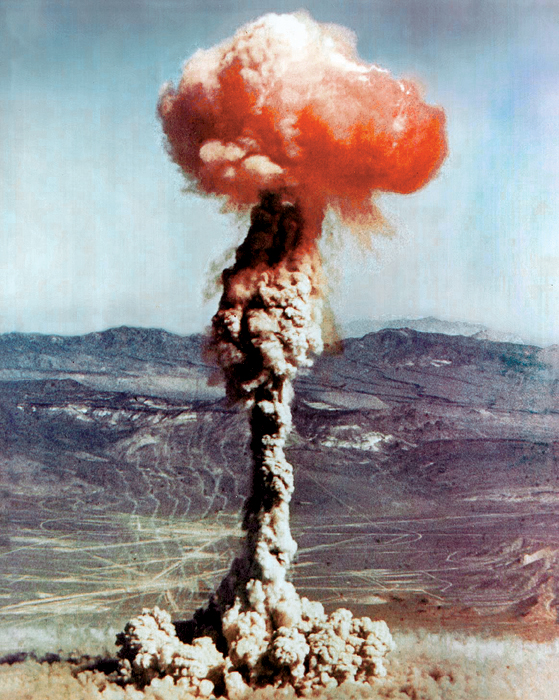
En los primeros borradores, se planteó que Marty necesitaría el poder de una explosión atómica para viajar en el tiempo, a bordo de un refrigerador. El concepto central del viaje en el tiempo surgió a principios de los años 1980, cuando el productor Bob Gale visitó a su padre y pensó en las posibilidades de haberse conocido si hubiesen pertenecido ambos a la misma generación.

Para elaborar el guion, Zemeckis y Gale se valieron de un sistema de fichas indicadoras, las cuales se anotaban en pequeños papeles y se agregaban a un tablero en la oficina de este último, para resaltar determinadas ideas clave. Decidieron situar la trama en 1955 pues calcularon que, de esa forma, un joven de diecisiete años de edad viajaría en el tiempo, treinta años atrás (desde 1985) para conocer a sus padres cuando estos tuviesen su misma edad. Además, tenían conocimiento de que en esa época sobresalieron aspectos como el estatus de los jóvenes como un elemento cultural notable, el nacimiento del rock and roll y la expansión de los primeros suburbios en Estados Unidos, los cuales ayudarían al desarrollo de la trama.
Al principio, se pensó que la máquina para viajar en el tiempo fuera una cabina, construida a partir de un viejo refrigerador —en tratamientos iniciales del guion, la máquina era un dispositivo láser albergado en un cuarto—. No obstante, Zemeckis era consciente de que los niños quizás empezarían a encerrarse en refrigeradores para emular el viaje en el tiempo, por lo que perseveraron en encontrar mejores ideas hasta que llegaron a la conclusión de que sería más lógico que la máquina fuera móvil para poder así portarla. A pesar de que se evaluó que la máquina fuera un tractor oruga, debido a la posibilidad de que el vehículo viajara a lugares donde no hubieran caminos pavimentados, finalmente se optó por escoger el modelo de coche DMC DeLorean. La razón principal para esta elección fue que estaba diseñado de manera idónea para incluir la broma sobre la familia de granjeros que lo confunden con un ovni.
Además, Marty era inicialmente un vendedor clandestino de vídeos, pero el estudio se rehusó a aceptar este concepto, ya que el protagonista no podía ser alguien que vendía películas ilegales. Asimismo, el protagonista necesitaba usar el poder de una explosión atómica en el emplazamiento de pruebas de Nevada para volver a su época, pero la idea de esta escena, que constituiría el clímax original, se tuvo también que desechar al resultar muy costosa su producción.
Por otra parte, los guionistas no hallaban la forma de recrear la relación amistosa entre Marty y Doc Brown de manera creíble así que utilizaron el amplificador gigante de guitarra como vínculo entre los dos; para resolver la cuestión de la atracción que siente la madre de Marty hacia su hijo, escribieron la línea «Es como si besara a mi hermano». A su vez, el apellido del antagonista Biff Tannen proviene del ejecutivo de Universal Ned Tanen, que se había portado agresivamente con Zemeckis y Gale durante una reunión donde tiró al piso el libreto de la comedia Locos por ellos (I Wanna Hold Your Hand, 1978), escrito por Gale, al acusarlo de ser «antisemita» aun cuando el guionista es judío. En uno de los primeros borradores, cuando Marty toca la melodía de rock and roll en el baile, se origina un alboroto y es detenido por la policía. Además, la bebida Coca-Cola tenía un rol importante en la trama: cuando Marty le aconseja a Doc que este refresco es el que hace funcionar a la máquina, la historia cambia, ya que al volver a los años 1980, se encuentra con que Doc ha inventado todo lo que hay a su alrededor (destacando unos coches voladores) y además es el fundador de Coca-Cola. Incluso, el rock and roll no existe, así que Marty debe empezar él mismo la revolución cultural en los jóvenes de su generación. Tras la conclusión del primer guion de Back to the Future, en abril de 1981, Columbia Pictures puso la producción en un proceso turnaround; al respecto, Gale comentó: «Pensaron [los productores] que era una película amena, efusiva e interesante, pero que no tenía muchos elementos sexuales [...] Sugirieron que la lleváramos a Disney, pero decidimos ver si alguno de los otros estudios podría verse interesado en nuestro proyecto». A partir de ese momento, cada uno de los estudios de Hollywood, rechazaba con frecuencia el libreto, a tal punto que el proyecto se detuvo por cuatro años; durante dicho período, el equipo de Back to the Future tuvo que reeditar el guion hasta en dos ocasiones. Cabe señalarse que, a principios de los años 1980, las comedias juveniles populares en taquilla (tales como Fast Times at Ridgemont High y Porky's) eran producciones con tramas «subidas de tono» y orientadas a audiencias más adultas, razón por la cual el guion había sido constantemente rechazado, al ser considerado como demasiado «inocente». Al final, Gale y Zemeckis optaron por llevar el proyecto a Disney, sin embargo, «nos dijeron que una madre que se enamoraba de su hijo no era un tema apropiado para una película familiar bajo el sello de Disney», de acuerdo a Gale.
Incluso, en algún momento, Gale y Zemeckis pensaron en aliarse con Steven Spielberg, quien produjo Used Cars y Locos por ellos, y con quien Zemeckis y Gale ya habían trabajado antes como escritores de la película 1941 de Spielberg, estas películas, sin embargo, fueron fracasos en taquilla. Al principio, Spielberg no estaba involucrado en el proyecto pues Zemeckis sentía que si dirigía otro filme bajo su producción, entonces «nunca me volverían a dejar hacer otra película». Asimismo, Gale dijo: «estábamos preocupados respecto a que estuviésemos adquiriendo la reputación de que éramos dos directores que conseguían trabajo sólo porque eran amigos de Steven Spielberg». De hecho, un productor llegó a interesarse en el proyecto, pero al enterarse de que Spielberg no estaba involucrado, retiró su propuesta. Ante tal situación, Zemeckis decidió dirigir el filme de aventuras Romancing the Stone, el cual se convirtió en un éxito de taquilla tras su estreno en 1984. Debido al éxito de la película, ahora Zemeckis estaba en posibilidades de ir con Spielberg sin sentir que un nuevo fracaso en taquilla pudiese afectar su trayectoria como director. Después de mostrarle el proyecto a Spielberg, este compró el guion con su productora Amblin Entertainment, y posteriormente lo llevó a Universal Pictures, quienes aceptaron darle luz verde al proyecto. Antes de comenzar el proceso de rodaje, el productor ejecutivo Frank Marshall sugirió a Neil Canton como productor al considerar todos los involucrados en la producción que la incorporación de un segundo productor resultaría ser un elemento a su favor; tras esto, Canton se enteró de la película, leyó el guion y se reunió con Zemeckis y Gale para comenzar con la producción de la película.
Uno de los ejecutivos de Universal, Sidney Sheinberg, hizo algunas sugerencias al guion, como cambiar el nombre de la madre de Marty a «Lorraine», en vez de «Meg» o de «Eileen» como previamente se llamaba en el libreto —en honor a su esposa, la actriz Lorraine Gary— y reemplazar a la mascota de Doc por un perro en vez de un chimpancé. Asimismo, Sheinberg quería que el título de la película fuera Spaceman from Pluto (traducción: Astronautas de Plutón), de acuerdo a una memoria enviada a Spielberg, mostrándose convencido de que ninguna película exitosa en la historia del cine había ostentado el término «Future» en su nombre. A él se debe la escena en que Marty se presenta a su padre como «Darth Vader del planeta Plutón» —en un guion posterior se agregó que en realidad era de Vulcano, con el fin de hacer un pequeño gag en referencia a las películas antes mencionadas— mientras viste como un supuesto extraterrestre —en la escena, Marty se hace acompañar de una canción tocada por la banda estadounidense Van Halen para asustar a George y despertarlo estrepitosamente—. Sheinberg también sugirió en esa memoria que la historieta del hijo del granjero se titulara Spaceman from Pluto, en vez de Space Zombies from Pluto. Spielberg le respondió a Sheinberg en tono de broma, diciéndole que todos pensaban que el título propuesto debía tratarse de alguna especie de jugarreta, por lo que finalmente Sheinberg optó por desistir en cuanto al título.

### Elección de Michael J. Fox

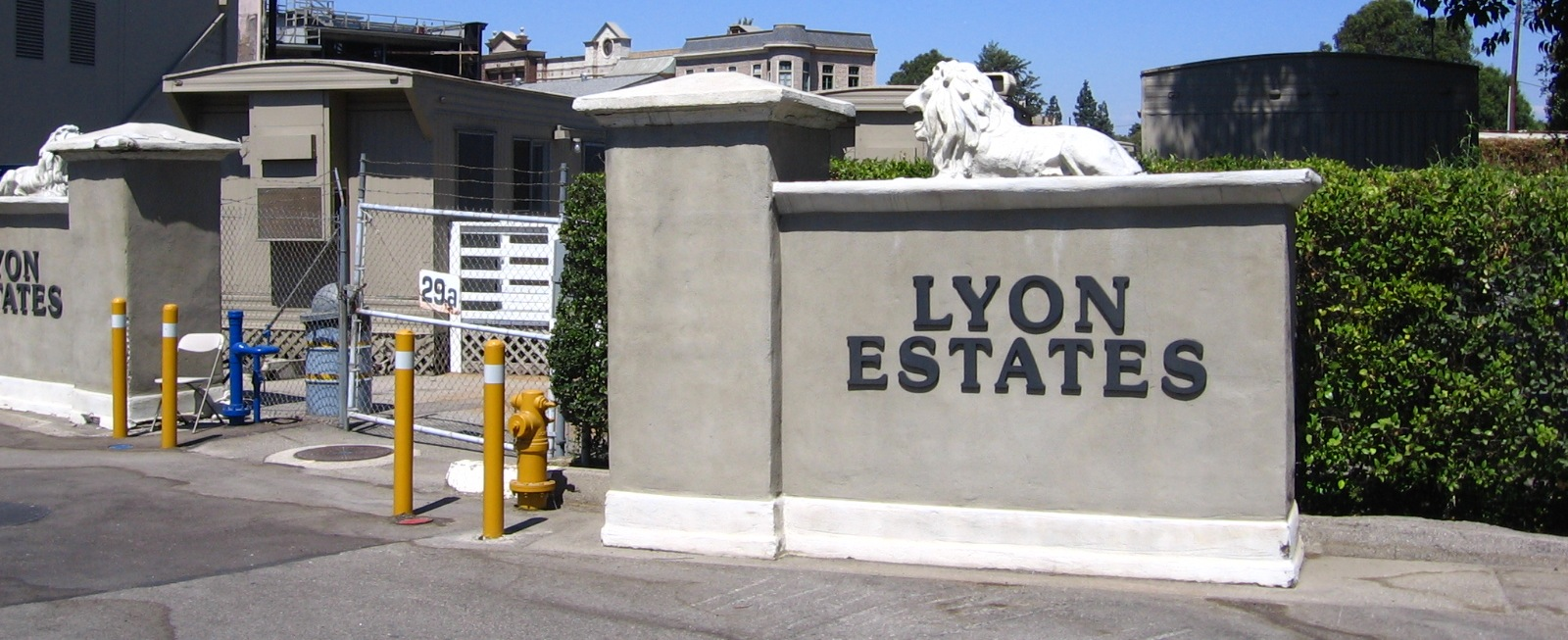
Set ubicado en Lyon Estates, en Universal Studios Hollywood, utilizado para representar el hogar donde residen Marty y su familia en Hill Valley.

Michael J. Fox fue siempre la primera opción de Zemeckis y Gale para interpretar el rol estelar de Back to the Future, sin embargo, en esa época el actor se hallaba involucrado en la producción de la película Teen Wolf (1985) y en la serie de comedia Family Ties, cuyo productor, Gary David Goldberg, consideraba que él era esencial para el éxito del show (su personaje era el de Alex Keaton), especialmente porque la coprotagonista Meredith Baxter se había ausentado del programa debido a que estaba embarazada, por lo que se negó rotundamente a darle tiempo para que rodara la película. Originalmente se planeó estrenar Back to the Future en mayo de 1985, sin embargo, tras el compromiso de Fox, los productores tuvieron que verse en la necesidad de pensar en alguien más para el rol estelar. La siguiente opción para el rol fue Eric Stoltz, a quien contrataron después de verlo actuar en la película Mask. Debido al difícil proceso de audiciones para la película, la fecha de inicio para comenzar el rodaje fue retrasada hasta en dos ocasiones distintas. Si bien la producción arrancó el 26 de noviembre de 1984 y duró un mes sin contratiempos, tras cinco semanas de rodaje (y una vez que Spielberg regresó a Estados Unidos tras una breve ausencia), Zemeckis decidió que Stoltz no era el idóneo para interpretar a Marty. Aunque Spielberg y él se percataron de que volver a realizar las mismas tomas ya hechas con Stoltz costaría tres millones USD adicionales al presupuesto inicial de 14 millones de dólares, decidieron continuar con dicho proceso. El primero le dijo al director que sentía que Stoltz no era muy cómico y, al contrario, había dado «una actuación impresionantemente dramática». Poco después Gale explicó que, para él, Stoltz simplemente no encajaba con el papel, y Fox contrariamente tenía una personalidad similar a la de Marty. En sus palabras, era como si Stoltz se sintiera incómodo al usar un monopatín, mientras que a Fox le simpatizaba la idea. De hecho, dos semanas después de que empezara la producción original, Stoltz le confesó al director Peter Bogdanovich, durante una conversación telefónica, que no estaba del todo seguro de la dirección que estaban tomando Zemeckis y Gale, y coincidió en que no era el adecuado para interpretar al personaje. Por otra parte, Fox se vio un poco más liberado de su contrato cuando, en enero de 1985, Baxter volvió a Family Ties. El equipo de Back to the Future se reunió de nuevo con Goldberg, que llegó a un acuerdo con estos recalcándoles que la prioridad del actor sería en todo caso la serie de televisión, y si surgiera algún conflicto en la agenda, entonces Fox grabaría solamente Family Ties.
La principal condición que puso Goldberg, para permitirle a Fox grabar la cinta, se centró en la programación de los horarios de grabación. En resumen, el actor seguiría grabando el show como normalmente lo venía haciendo, solo que ahora podría aprovechar las noches para grabar la película, teniendo solo las mañanas de los fines de semana disponibles para filmar las escenas diurnas que requiriese Back to the Future. Así, Fox tuvo que lidiar con una agenda en donde filmaba la serie cada mañana de los días laborables, mientras que sus escenas de la película las grababa desde las 6:30 p. m. hasta las 2:30 a. m. En promedio, solo contaba con dos horas para dormir por la noche. Además, cada viernes grababa desde las 10 p. m. hasta las 6 o 7 a. m, y luego se trasladaba cada fin de semana para rodar las escenas en exteriores, solo cuando estaba disponible durante el día. Fox consideró que este ritmo de trabajo era muy cansado para él, aunque «mi sueño era estar en el negocio del cine y de la televisión, aunque no sabía que estaría en ambos de forma simultánea. [Es] sólo una extraña experiencia en la que me involucré». Zemeckis coincidió con lo anterior y exclamó que Back to the Future era, a su parecer, una «cinta que no se acabaría de filmar» pues recordó que noche tras noche grababan la película sin cesar, por lo que siempre estaba «medio dormido» y lo «más gordo, fuera de forma y enfermo que nunca en mi vida».

## Producción

### Ambientación
A lo largo de Back to the Future, se presentan diferentes escenarios y ambientes que afectan el desarrollo de la trama, así como elementos que varios personajes deducen que no son de su tiempo. Al inicio de la película, varios de los personajes comentan varios datos que el espectador puede captar y relacionar conforme avanza el argumento; esto forma una técnica narrativa denominada foreshadowing, que en español significa «presagiar».
Durante la década de 1950, tiempo en donde se desarrolla la mayor parte de la historia, Marty observa que la cultura difiere a la de su propia época, por lo que muchos personajes quedan desconcertados al ver que su ropa es diferente a la que se usa en dicha década. Varios de los elementos predominantes que se ven a lo largo de los años 1950 dentro del filme fueron tomados de la vida real, puesto que muchos de ellos concuerdan con el uso de prendas de ropa y diversos géneros musicales que eran populares en dicha época, como las prendas con lunares femeninas o los tupés. La canción «Earth Angel» que toca el grupo Marvin Berry and The Starlighters durante el baile del instituto, está basada en un género musical denominado doo wop y considerada una de las principales en su estilo. Asimismo, aparecen automóviles de la marca Cadillac y edificios de «estilo de la era del espacio», como el Café de Lou. El baile escolar, es también un elemento importante dentro de la trama, ya que es la última oportunidad de Marty para conseguir que sus padres se enamoren; si bien, la mayoría de los bailes tipo Fiesta de graduación son frecuentes en los Estados Unidos, durante los años 1950, estas reuniones alcanzaron cierto esplendor debido al realce económico que sufrió el país después de la Segunda Guerra Mundial.

### Rodaje
Aunque originalmente se había previsto filmar las tomas exteriores de Hill Valley en Petaluma, California, el productor Gale explicó que hubiera sido imposible filmar dichas escenas ahí, o en algún otro lugar público, «porque ninguna ciudad iba a permitir que el equipo de filmación de una película remodelara su entorno para que pareciera como si fuera de los años 1950». En cambio, se trasladaron al Courthouse Square, una localización usada previamente en otras producciones televisivas y cinematográficas y ubicada en un lote exterior de los estudios Universal, para rodar la mayoría de las escenas de Hill Valley, lugar principal donde se desarrolla el contexto de Back to the Future. El equipo «decidió rodar primeramente los segmentos de los años 1950, y hacer que la ciudad luciera realmente hermosa y estupenda. Después simplemente lo desecharían todo, para convertirlo en el escenario feo y desolado relativo a las escenas de los años 1980». Para los interiores de la casa de Doc Brown rodaron en la casa Robert R. Blacker —una residencia ubicada en Pasadena, California e incluida en el Registro Nacional de Lugares Históricos en 1986—, mientras que las tomas en exteriores para las mismas secuencias tuvieron lugar en la casa Gamble —igual que la anterior, una residencia en Pasadena que pertenece al Registro de Lugares Históricos y que, además, es considerada como un Hito Histórico Nacional desde finales de los años 1970—. A su vez, para la casa de los McFly de 1985 el equipo se trasladó a la avenida Roslyndale, en Pacoima, California, para grabar en la residencia marcada con el número 9303. Para la versión de la misma de 1955 el equipo acudió a la casa número 1711 de la avenida Bushnell, ubicada en South Pasadena, California.
Las tomas exteriores de los centros comerciales Twin Pines Mall, y posteriormente del Lone Pine Mall (de 1985) se filmaron en el Puente Hills Mall en Industry, California. El Twin Pines Ranch se grabó en el rancho Golden Oak, situado en Placerita Canyon Road, en Newhall, California. Cabe señalar que dicho rancho es propiedad de The Walt Disney Company. Las grabaciones tanto en el exterior como en el interior de la preparatoria local de Hill Valley fueron filmadas en la Whittier High School, en Whittier, California, mientras que la interpretación de la banda y el «baile del encanto bajo el océano» se grabaron en el gimnasio de la Hollywood United Methodist Church. Por otra parte, las escenas afuera de la casa de los Baines en los años 1950 fueron rodadas en la avenida Bushnell, de South Pasadena, California, la misma calle donde grabaron la casa de los McFly de 1955. Para las tomas de la torre del reloj durante la tormenta eléctrica, el efecto del viento que azota a la ciudad fue creado usando un «McBride», que luego Gale describió como «un motor de avión sostenido por una plataforma elevadora», el cual la producción ubicó a 50 pies (15 m) de distancia de la zona donde se encontraban los actores. El ruido provocado por el motor era tan estruendoso, que todo el diálogo de esa escena tuvo que ser grabado posteriormente, para luego ser editado e incorporado en el segmento. Para la filmación de la película, se utilizó un formato cinematográfico original de 1.85:1 y fue rodado con lentes anamórficas de la compañía Panavision.

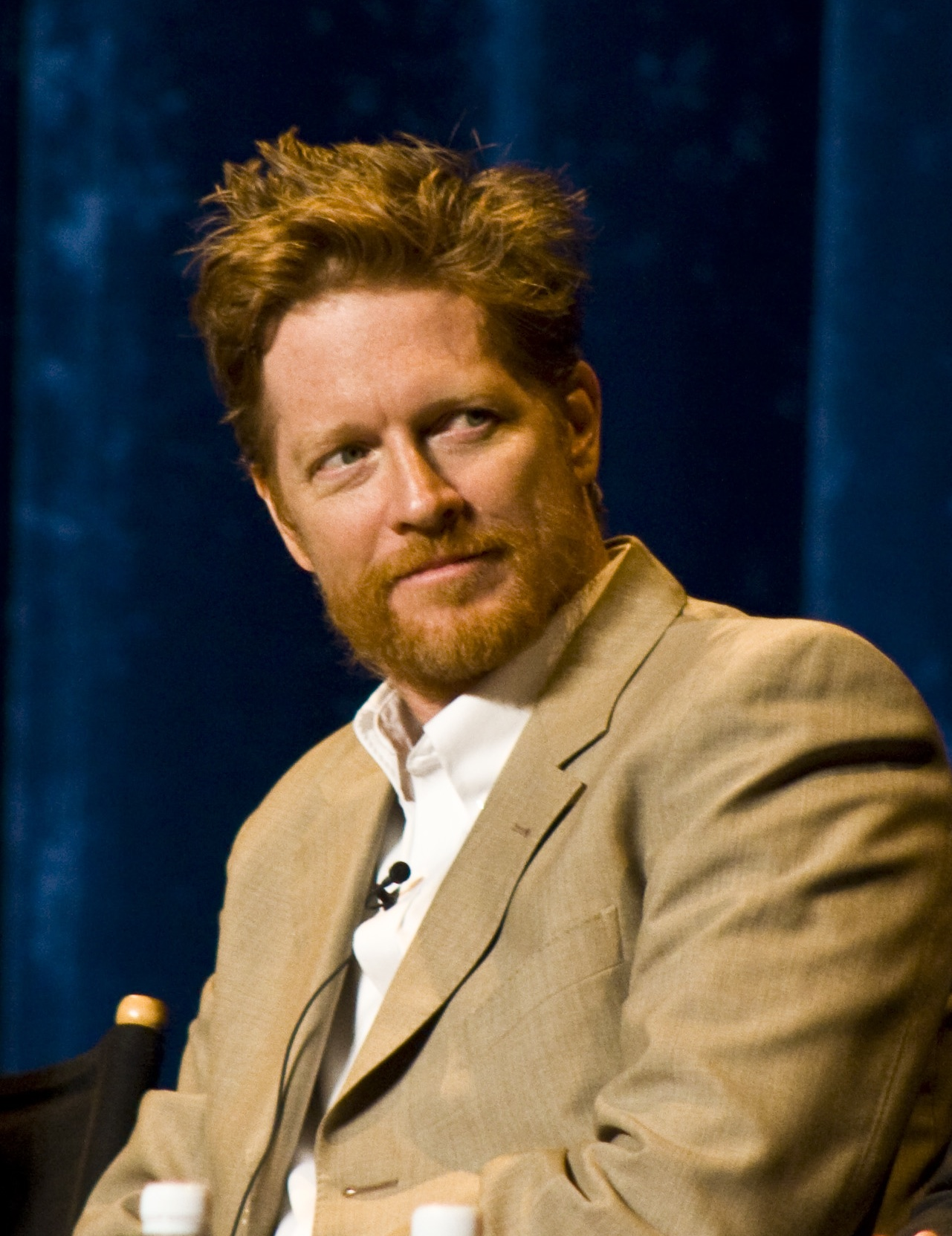
Originalmente, se contempló que la interpretación de Marty fuese realizada por Eric Stoltz, sin embargo, Zemeckis y Gale decidieron que no era apropiado para el papel.

El diseño de la máquina del tiempo recayó en Andrew Probert, aunque inicialmente Ron Cobb había sido contratado para dicha tarea, pero tuvo que rechazarla pues tenía otro proyecto de trabajo. Acto seguido, de la construcción del vehículo se encargó el supervisor de efectos especiales Kevin Pike, contando con la guía de Michael Scheffe en el proceso. Como bien se dijo anteriormente, originalmente se tenía contemplado que el viaje en el tiempo se realizara por medio de un refrigerador, idea que sería más tarde desechada en los siguientes libretos. Primeramente, se construyó un modelo con fibra de vidrio, cuyas ruedas eran controladas por medio de un control remoto. Para simular el vuelo del automóvil en el aire, se sujetaba con unas cuerdas que provenían de una grúa y así fue como lograron dicho efecto durante el rodaje. Varias tomas con el automóvil se hicieron al grabar un modelo a escala del construido por Industrial Light & Magic, que contaba con «sus propios circuitos electrónicos, que le proporcionarían energía al condensador de flujo, los indicadores temporales, los faros y los tubos de neón». Ciertamente, además de dichas características estas reproducciones tenían un sistema de ventilación interna para evitar el calentamiento de las mismas. Todas estas versiones a escala eran construidas para ser filmadas por una cámara en específico que se encargaría de grabarlas desde un ángulo determinado.
Cabe mencionarse que Fox comentó que se había tomado de manera muy personal su actuación como Marty, al notar varias similitudes entre este y su etapa como estudiante: «Todo lo que hacía en la preparatoria era patinar, salir con chicas y tocar en bandas. Siempre soñé con convertirme en una estrella de rock». Si bien Per Welinder y Robert Schmelzer brindaron asistencia en cuanto a la grabación de las escenas realizadas con el monopatín, Fox ya era un skateboarder con dominio sobre el patín, puesto que en su época de estudiante era una actividad que solía hacer. Welinder incluso realizó algunas tomas difíciles estando como doble de Stoltz y de Fox, respectivamente, junto con el coordinador de dichas escenas tipo stunt Walter Scott y Charlie Croughwell, el doble de Fox para este tipo de segmentos.

### Banda sonora
Previamente, el compositor estadounidense Alan Silvestri había colaborado con Zemeckis en Romancing the Stone, sin embargo, a Spielberg le disgustó la banda sonora de esa película, por lo que Zemeckis le aconsejó a Silvestri que hiciera sus composiciones para Back to the Future de manera magistral y épica, aún con el bajo perfil que tenía la película en ese entonces —el equipo no pensaba primordialmente en que la cinta fuera a convertirse en un éxito de taquilla— con el fin de impresionar a Spielberg. Animado por esto, Silvestri procedió a grabar el material dos semanas antes del preestreno; ya durante este (con algunas escenas editadas con parte de la música creada por Silvestri), Spielberg le comentó a Zemeckis que la música que se escuchaba en el montaje era «la adecuada para el filme», sin saber que Silvestri había sido el responsable de su composición. En ese período, el compositor sugirió además que la banda Huey Lewis & The News se encargara de crear la que, con el tiempo, se convertiría en la canción principal del largometraje. Si bien su primer intento fue rechazado por Universal, poco después sus integrantes grabaron el tema «The Power of Love», el cual le fascinó al estudio, aunque algunos ejecutivos se sintieron decepcionados al no llevar la pieza el mismo título que la película, así que tuvieron que enviar varios memorándums a las emisoras de radio para que, una vez llegado el momento de transmitirla en su señal radiofónica, señalaran que era el tema principal de Back to the Future. Al final, el tema «Back in Time» se usaría como el tema principal en la película, reproduciéndose tanto en la escena en la que Marty vuelve a 1985, así como en los créditos finales. Como detalle adicional, Silvestri recurrió a una orquesta compuesta por 85 músicos en total para componer la banda sonora, una cifra que para ese entonces era algo fuera de lo normal en dicho rubro, pues anteriormente se habían usado orquestas de menor tamaño. Cabe señalar también que Huey Lewis realizó un cameo en el filme, actuando como el maestro de la escuela que rechaza a la banda de Marty por tocar de forma estruendosa. En total, se editaron 18 minutos de escenas de la película para incorporar la musicalización llevada a cabo por Silvestri. La pista de sonido original utilizaba Dolby en las copias en 35 mm, equivalente al 5,1 surround actual.
Respecto a las tomas en que Marty toca la guitarra en la escena del baile, Michael J. Fox bien parece que la toca con facilidad —haciendo creer que posee un amplio dominio sobre ella—, lo cierto es que el supervisor musical Bones Howe contrató al asesor de guitarra y también músico, Paul Hanson, para que le enseñara a Fox cómo simular que tocaba la pieza de una forma realista, incluyendo el segmento en el que toca la guitarra por detrás de su cabeza. Mientras tanto, el músico de sesión Tim May se encargó de tocar todas las notas de la guitarra, y a su vez Mark Campbell hizo lo suyo con la parte vocal en la interpretación del tema «Johnny B. Goode». Finalmente, Henson tocó la guitarra en la escena de la audición para el baile escolar, al principio de la película.
Distribuido por el sello discográfico MCA Records, el compilatorio de la banda sonora original de 1985 solo incluyó dos temas extraídos de las composiciones de Silvestri para el filme, así como los temas de Huey Lewis, las canciones tocadas por Marvin Berry y los Starlighters (junto con Marty McFly), una canción clásica de los años 1950 que es reproducida en la película y dos canciones de estilo pop que se escuchan muy brevemente de fondo. Entre los artistas que aparecen en el conjunto están Huey Lewis & The News (que interpreta dos temas), Eric Clapton, Lindsey Buckingham, The Four Aces, Fess Parker y Etta James, estos últimos cada uno con un tema, pero que no figuran como los intérpretes en los créditos respectivos del material. Desde su debut en el mercado, se han llevado a cabo varios relanzamientos de la banda sonora de Back to the Future; el primero ocurrió en 1985 (en formato CS), seguido por las ediciones de 1987 (también en CS), 1990 (en CD), tres ediciones más en 1991 (una en CS, otra en LP y la restante en CD), y la última en 1992 (en CD). El 24 de noviembre de 2009, una versión oficial de edición limitada, que incluía un conjunto de dos CD con el compendio entero de la banda sonora, publicado por Intrada Records. En su momento, el tema «The Power of Love» alcanzó el puesto número seis en la lista Adult contemporary de la publicación Billboard y fue nominada a un premio Óscar en la categoría de «Mejor canción original», mientras que «Back in Time» obtuvo el tercer sitio en el listado Mainstream Rock Tracks. A su vez, la banda sonora alcanzó el puesto número 12 en el ranking Billboard 200. A continuación, los temas que aparecen en la banda sonora original del largometraje:
| CD 1  |                                        |          |  |
| N.º   | Título                                 | Duración |  |
| 1.    | «The Power of Love»                    | 3:43     |  |
| 2.    | «Time Bomb Town»                       | 2:45     |  |
| 3.    | «Back to the Future»                   | 3:17     |  |
| 4.    | «Heaven Is One Step Away»              | 4:08     |  |
| 5.    | «Back in Time»                         | 4:17     |  |
| 6.    | «Back to the Future Overture»          | 8:16     |  |
| 7.    | «The Wallflower (Dance With Me Henry)» | 2:41     |  |
| 8.    | «Night Train»                          | 2:15     |  |
| 9.    | «Oh Angel»                             | 2:59     |  |
| 10.   | «Johnny B. Goode»                      | 3:05     |  |
| 37:26 |                                        |          |  |

### Posproducción
La filmación terminó después de cien días de grabación, el 20 de abril de 1985, y a causa de ello Zemeckis y el equipo de producción decidieron retrasar el estreno de la película de mayo a agosto de ese año. No obstante, tras una exitosa exhibición tipo test screening —el productor Frank Marshall, uno de los presentes en la función, mencionó: «Nunca había visto un avance como este [...] la audiencia se subió hasta el techo»—, Sheinberg optó por adelantar el estreno al 3 de julio de ese año. Para asegurarse de que esto fuera posible, se contrató a dos editores (Arthur Schmidt y Harry Keramidas) para el proceso de edición de las escenas así como a varios editores de sonido que trabajaron por turnos las 24 horas del día, sin interrupción, en la película. Al final, se eliminaron ocho minutos del material original, entre los cuales se encontraban las escenas en que Marty observa a su madre copiando en un examen, así como una donde George queda atrapado en una cabina telefónica antes de rescatar a Lorraine y algunas tomas adicionales de la escena en que Marty finge ser Darth Vader. Zemeckis casi deja fuera de la edición definitiva la secuencia donde Marty interpreta el tema musical «Johnny B. Goode» en el baile del instituto, al sentir que ésta evitaba el progreso de la historia, pero a los asistentes al test screening les gustó tanto, que prefirió mantenerla en la película. El proceso completo de adición de efectos de sonido concluyó apenas un día antes del estreno formal de la cinta en las salas de cine estadounidenses. Es indispensable mencionar también que Industrial Light & Magic creó las 32 tomas con efectos especiales de la película, las cuales no dejaron satisfechos a Zemeckis y Gale sino hasta una semana antes de que se completara íntegramente el filme. Las ilustraciones (pósteres, one-sheets, portadas de libros, VHS y DVD, etcétera) de la película fueron realizadas por Drew Struzan.

## Lanzamiento y recepción

### Mercadotecnia

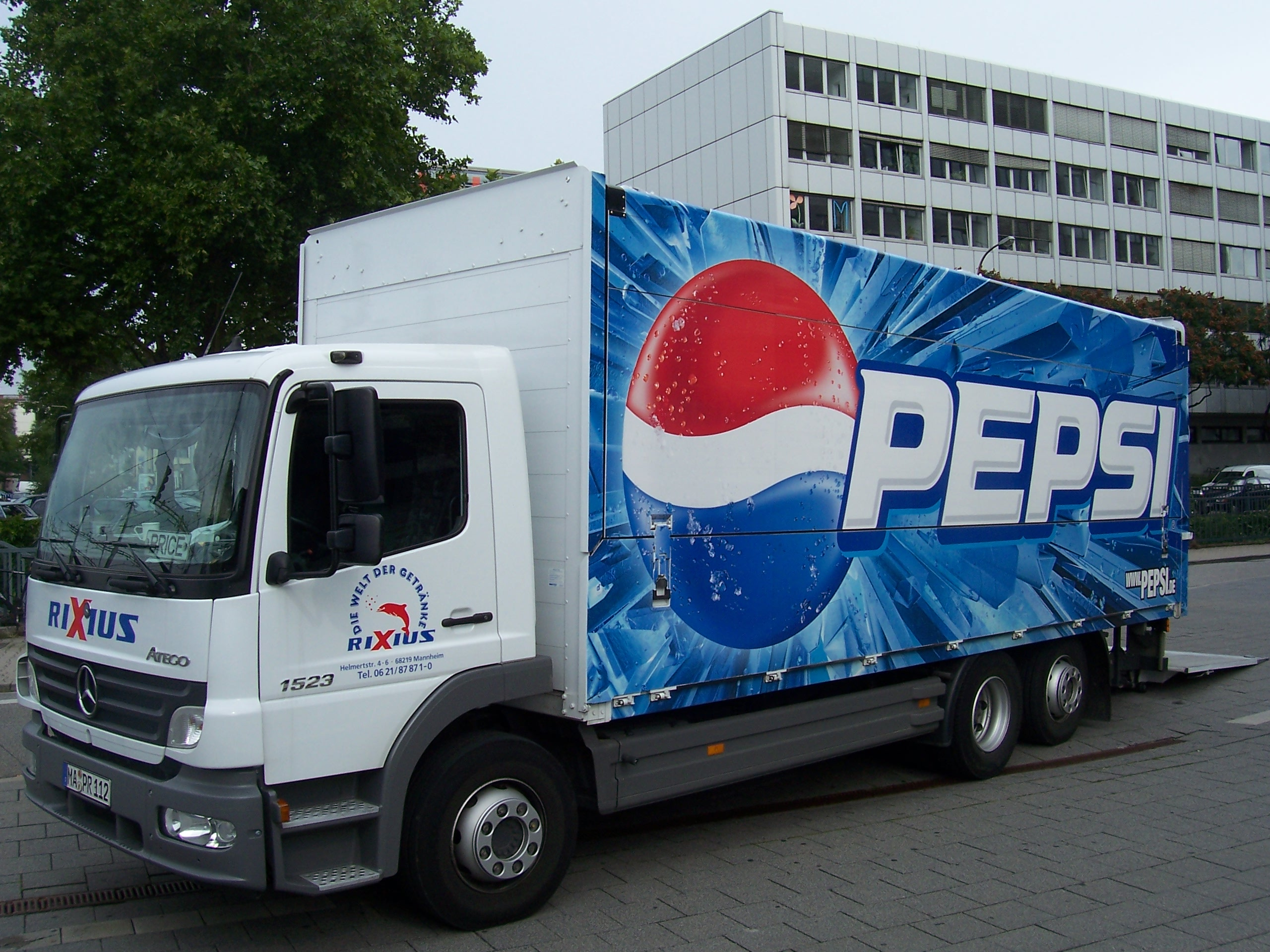
Pepsi fue una de las marcas empleadas en la película que colaboró en hacer que la historia fuese «más realista»; Universal abrió específicamente un departamento para llevar a cabo las labores de publicidad por emplazamiento de Back to the Future.

En la sección de comentarios de la trilogía en DVD, Zemeckis y Gale hablaron acerca de los distintos usos que tuvo la publicidad por emplazamiento en Back to the Future. El primero de ellos consistió en que un agente del estudio se encargaría de llevar a cabo un convenio con algún anunciante con el fin de mostrar uno o varios productos en la cinta a cambio de una cuota, sin control alguno por parte del director. En ese entonces, el director se percató de que Universal acababa de crear un departamento especializado en este tipo de publicidad, cuyo propósito era negociar con diferentes anunciantes para incluir un producto en algunas escenas. Más tarde, comentó al respecto: «La lección que aprendí de todo esto y de las subsecuentes continuaciones es que nunca más volveré a hacer publicidad por emplazamiento [...] Nunca volveré a aceptar dinero por ello. Es como si hubieses adquirido otra persona creativa [...] Tienes a otro productor». Para entonces, dicho departamento de Universal había hecho un acuerdo con la compañía California Raisin Board, en donde aceptó un total de 50 000 USD para poder mostrar pasas en la película a modo de publicidad de la empresa. Debido a que las pasas de uva no salían muy bien en escena, se decidió incluir una toma en la que un vagabundo yace dormido sobre un banco, en una parada de autobús, mientras escucha la radio y lee un anuncio acerca de las pasas de California. Para encajar con el resto de la película, se determinó que Marty, al regresar de 1955, se toparía con este singular personaje. «Cuando la compañía vio la escena, se enojaron bastante», añadió Gale, razón por la cual el dinero fue reembolsado.
Otra forma de publicidad, bajo control de los productores, se enfocó en marcas y logotipos específicos que harían que la película fuese más realista. De acuerdo a Zemeckis: «En cuanto a la creación de la imagen del pasado, una de las maneras de conseguir un efecto más realista fue a través de marcas comerciales. Hicimos un esfuerzo consciente para hacer que los productores incluyeran un logotipo distinto en el 'pasado' de la película. Por ejemplo, en las películas de los años 1960 y 1970, se solía recurrir a la práctica de que un coche llegaba a una estación de servicio, y el lugar no tenía nombre alguno. Es ridículo. Alguien tiene que ser el propietario de ese establecimiento». Para Back to the Future, se procedió a investigar todos aquellos logotipos que habían cambiado notablemente su diseño en 1985, comparándolos con sus versiones de 1955. Aunque en la película se aprecian anuncios de Shell Oil y de Coca-Cola, los productores optaron por usar las imágenes de Texaco y Pepsi, pues los logos de estas últimas habían cambiado sustancialmente en comparación a 1955.
En la película, se aprecian productos de Pepsi sobre una mesa, así como una camioneta de Toyota en una estación de Texaco, cervezas de las marcas Löwenbräu y Budweiser mostradas en camionetas que circulan por las calles en 1985 (además de algunas cervezas sin alcohol, en casa de los McFly), vodka de la marca Popov (específicamente, en una escena donde sale Lorraine), papel higiénico de la Scott Paper Company, insecticidas Raid, cereales de Kellog's, pan de Wonder Bread Company, Pizza Hut y Nike, un reproductor de casete de la marca japonesa Aiwa, entre otros productos.

### Recaudación

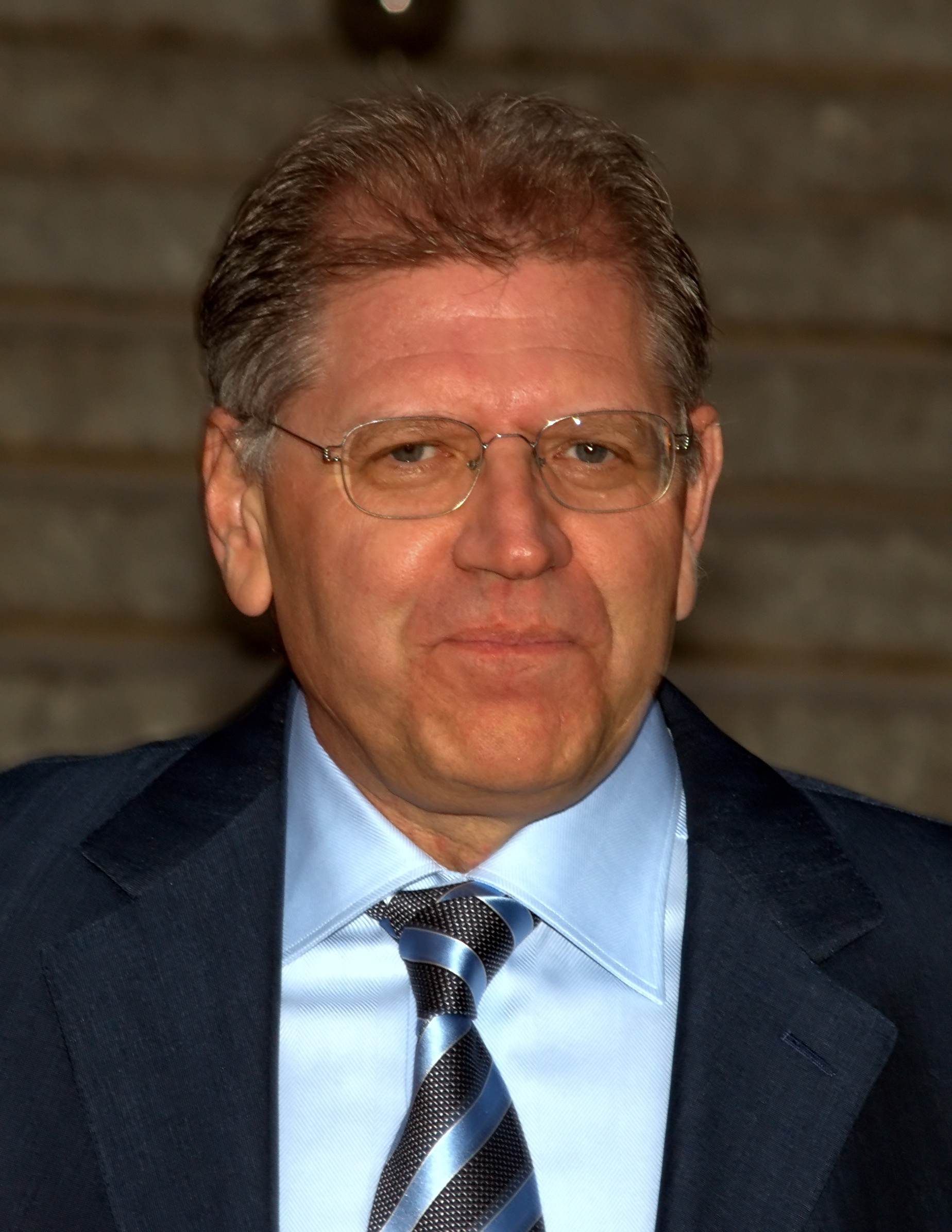
Robert Zemeckis, director de Back to the Future, en el Festival de cine de Tribeca de 2010.

Back to the Future tuvo su debut en un total de 1200 salas de cine en Estados Unidos el 3 de julio. Como detalle curioso, en la película se dice que el primer viaje en el tiempo ocurre el 26 de octubre de 1985, por lo que su estreno ocurrió un par de meses antes de que se llevaran a cabo los hechos. En conclusión, quienes acudieron a ver la cinta antes del 26 de octubre prácticamente estaban viendo el «futuro», lo cual coincide con el tema de la película. Por otra parte, a Zemeckis le preocupaba que la película fuera un fracaso en su estreno, debido a que Fox se encontraba ausente, ya que tuvo que grabar un especial de Family Ties en Londres, lo cual hizo que no pudiera promocionar debidamente la película. De forma similar, Gale se encontraba insatisfecho con el lema que Universal Studios asoció con la película: «¿Me estás diciendo que mi madre se ha enamorado de mí?». A pesar de lo anterior, el filme se posicionó durante once semanas en el puesto número uno en las listas de recaudaciones de dicho país. Gale mencionó luego que «en nuestro segundo fin de semana nos fue incluso mejor que en el primero, lo cual indica que funcionó de gran manera la publicidad de boca a boca. National Lampoon's European Vacation salió en agosto, y nos quitó el título del número uno durante una semana, pero después regresamos a nuestra primera posición». En su fin de semana de estreno ganó 11 152 500 USD, exhibiéndose en 1420 salas de cine de Estados Unidos. En total, recaudó 210 609 762 USD en Estados Unidos, así como 170,5 millones USD adicionales en otros países, acumulando una cantidad final de 381 109 762 USD a nivel mundial. Cabe señalarse que Back to the Future obtuvo el cuarto puesto en los estrenos más exitosos en su primer fin de semana en ese año, convirtiéndose finalmente en la película más taquillera de 1985. Además, es la película más exitosa de la franquicia del mismo nombre, seguida de Back to the Future Part II, con 118,4 millones USD.
A finales de 2010 se relanzó la película en cines selectos de Reino Unido, Estados Unidos y México para conmemorar su vigésimo quinto aniversario del lanzamiento original, hecho que coincidió con el estreno de las ediciones conmemorativas correspondientes en DVD y Blu-ray. Para su relanzamiento, la versión original de Back to the Future pasó por un proceso de restauración y remasterización digitales. El filme se reestrenó en Argentina a principios de 2011, al igual que en Perú.

### Crítica

#### Anglosajona y de otros países
Tras su estreno, la película fue elogiada por la mayoría de la crítica; en una recopilación de las evaluaciones hechas a Back to the Future en el sitio de reseñas Rotten Tomatoes, el filme alcanzó una puntuación de 97%, de un total de 58 críticas, donde se llegó a la conclusión de que «[se trata de una producción] romántica, divertida y llena de acción [...] es entretenimiento puro para audiencias de todas las edades». El estadounidense Roger Ebert consideró que la trama de Back to the Future coincide con varios temas tratados en las películas de Frank Capra, en especial la cinta Qué bello es vivir, añadiendo: «[El productor] Steven Spielberg emula el verdadero pasado de las películas del cine clásico de Hollywood, ya que se enfocó en el director correcto (Robert Zemeckis) junto con el proyecto correcto». Cabe mencionarse que la misma similitud con las producciones de Capra, referida por Ebert, fue destacada por el sitio web británico Time Out. Janet Maslin, del periódico The New York Times, señaló que la película posee una línea argumental equilibrada y dijo que «es una inventiva cinematográfica de humor y relatos largos de fantasía que perdurará por mucho tiempo como legado». Eric Henderson, de la revista Slant Magazine, consideró que «es una película logísticamente hermosa y una confluencia casi inhumanamente perfecta de lógica interna y fuerzas externas [...] Probablemente el blockbuster mejor cuidado en su guion en toda la historia de Hollywood», mientras que Dave Kehr, del Chicago Reader, comentó en su reseña que Zemeckis y Gale escribieron, a su parecer, un libreto perfectamente equilibrado entre ciencia ficción, seriedad y humor. La revista Variety elogió las actuaciones, centrándose especialmente en las de Fox y Lloyd cuyos personajes, Marty y Doc Brown, le recordaron la estrecha relación que guardaban el Rey Arturo y Merlín. James Berardinelli, del sitio web ReelViews, señaló en su crítica: «Back to the Future se convirtió en un éxito debido a que tiene una premisa irresistible, un reparto estupendo y una ejecución ejemplar. Es el tipo de química que, en raras ocasiones cuando se materializa, no puede ser replicada —tal y como los cineastas lo descubrieron cuando volvieron a hacer el casting para Back to the Future Part II. La magia duró por una sola película y esa es la que se debe recordar constantemente». A pesar de ello, el crítico John Hartl, de Film.com, la evaluó negativamente cuando comentó que: «[La historia está] tan ocupada en su intento de ser ingeniosa, que tropieza con su propia ingenuidad».
Christopher Null, del sitio Filmcritic.com —quien la vio siendo un adolescente—, la catalogó como «una película de los años 1980 que, por excelencia, combina pequeños trozos de ciencia ficción, acción, comedia y romance; todo eso contenido en un pequeño paquete ideal que tanto niños como adultos pueden devorar». A su vez, Adam Smith, de la revista británica Empire, concluyó en su evaluación, donde calificó la película con un total de 5/5 estrellas: «Ya sin rodeos, si no te gusta Back to the Future, es difícil creer que te guste el cine». De forma similar, la cadena BBC destacó la intrincada complejidad con la que el guion fue «extraordinariamente ejecutado», al señalar el hecho de que «ningún personaje dice alguna línea que no sea importante para los eventos que siguen en la misma película». El diario británico The Guardian señaló: «el drama contrafreudiano es sostenido con un ingenio y talento sencillos, como una comedia disfrazada de Shakespeare, además de convertir a Fox en una gran estrella [del cine]», mientras que la publicación Radio Times detalló: «esta combinación irresistible de efectos deslumbrantes y buena comedia impulsó a Michael J. Fox al estrellato y a Robert Zemeckis a la lista de los mejores directores de Hollywood».

#### Latinoamericana y española

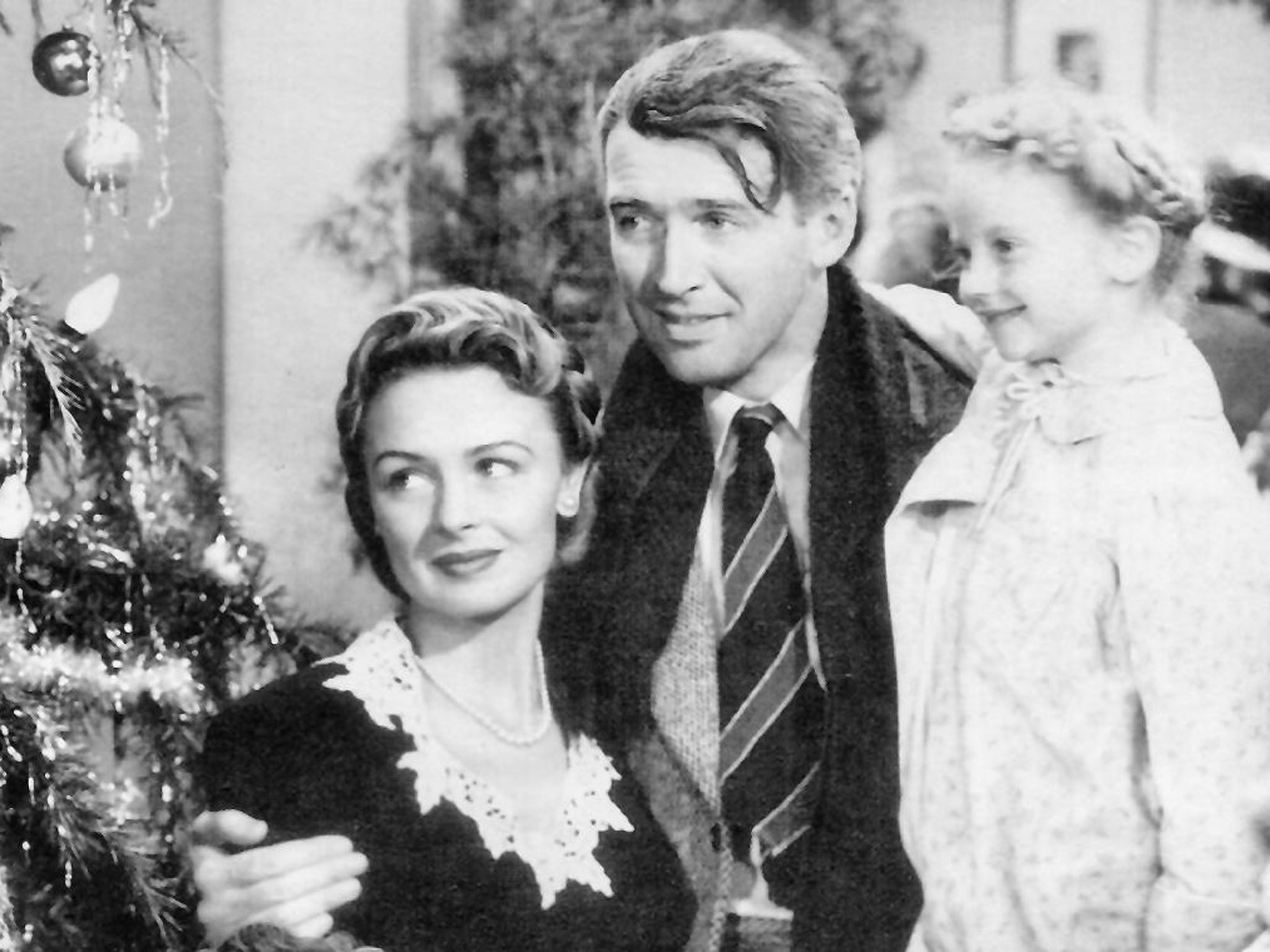
Varios críticos notaron una evidente similitud entre las temáticas de Back to the Future y Qué bello es vivir (1946). En la imagen, una escena de la película con James Stewart y Donna Reed.

Al igual que la prensa en inglés, la mayor parte de las críticas en español elogiaron de manera abrumadora al filme durante su estreno en las salas de cine; el crítico del sitio web FilmAffinity.com, Pablo Kurt comentó que es una «obra maestra del cine de adolescentes. Divertida, original y muy entretenida». De igual manera, Eduardo Guzmán, del sitio LaQuintaDimensión.com, realizó inclusive una comparación entre el viaje del tiempo científico, en contraste con el ficticio, a lo que aludió: «Se ha criticado que éste filme ignora la ya famosa 'paradoja del abuelo', si Marty evita el enamoramiento de sus padres, nunca nacerá... y si nunca nació, ¿cómo pudo viajar al pasado y evitar el enamoramiento de sus padres?». Respecto a lo anterior, consideró que el argumento evita que el espectador se interese en dicho tema durante la película, pues «el acelerado ritmo al que corre la aventura impide que nos detengamos en esas reflexiones y que compartamos lo paradójico de la trama con toda naturalidad». El sitio CalCuadrado.com mencionó varias etapas de la producción del filme y agregó en su escrito: «[posee] una serie de electrizantes ingredientes, tales como la comedia light a la vez que negra, que se ríe de los acontecimientos históricos; los elementos fantásticos testigos de increíbles efectos especiales; y una narración que posee un giro argumental novedoso en el género de la ciencia ficción con la aventura y el suspense como sus mejores aliados». Alberto Santaella, del sitio Extracine.com, realizó una crítica sobre el impacto que la película ha formado a través de los años, y con ello la influencia que ha recibido a lo largo de la historia del cine, puesto que «hay películas que se convierten en clásicos por su altísimo nivel cinematográfico [...] pero hay otras que lo hacen simplemente por 'aclamación popular'»; del mismo modo, elogió que ciertas frases de la cinta han quedado plasmadas tanto en el público como en el 'celuloide': «frases como "¿Eres un gallina McFly?" o "¿Has construido una máquina del tiempo con un De Lorean?" forman ya parte de la historia del cine». Fernando Morales, del periódico español El País, se centró en la flexibilidad que el largometraje presenta para cualquier espectador, puesto que es una «entretenidísima cinta que consiguió unos inmejorables resultados en taquilla. Comedia hábil y muy bien realizada, apoyada [en] las posibilidades de su brillante guion». Contrariamente, el sitio web Arlequín.com se mostró poco a favor del filme, pues mencionó de manera negativa que, si bien es del agrado de muchos, algunos la consideran una «repetición», pues «no es más que una comedia optimista propia de Frank Capra, sólo que mechada con sci-fi y humor postmoderno»; sin embargo, criticó positivamente su trama, ya que «es una película sin pausa, en donde todas las escenas funcionan con una eficacia milimétrica, y resulta imposible aburrirse».

### Premios
Back to the Future ganó un premio Óscar en la categoría de «Mejor edición de sonido», mientras que «The Power of Love», los diseñadores de sonido, Zemeckis y Gale también fueron nominados —estos últimos en la categoría de «Mejor guion original»—. Asimismo, la película ganó el premio Hugo como «Mejor presentación dramática», y el Saturn a la «mejor película de ciencia ficción»; Michael J. Fox junto con los diseñadores de efectos especiales ganaron en varias de sus categorías. Zemeckis, el compositor Alan Silvestri, el diseño de vestuario y los actores secundarios Christopher Lloyd, Crispin Glover, Lea Thompson y Thomas F. Wilson también fueron nominados en esta última ceremonia de premiación, acontecida en 1986. Back to the Future igualmente se hizo acreedora a varias nominaciones durante la 39.º entrega de premios de la Academia Británica de las Artes Cinematográficas y de la Televisión, en la que fue nominada como «Mejor película», «Mejor guion original», «Mejores efectos visuales», «Mejor diseño de producción» y «Mejor edición». En la XLII ceremonia de los Globo de Oro, el filme fue nominado a «Mejor película musical o de comedia», «Mejor canción original» (para «The Power of Love»), «Mejor actor en una película musical o de comedia» (para Fox) y «Mejor guion original» (para Zemeckis y Gale).
A continuación, se muestra un listado con los diferentes premios y nominaciones que recibió el filme tras su exhibición internacional.
| \| Premio \| Categoría \| Receptor(es) \| Resultado \| \| --------------------------------------------------- \| ---------------------------------------------------------------------------------------------------------------------------------------------------- \| ------------------------------------------------------------------------------------------------------------------------------------------------------------------------------------------ \| --------- \| \| Premios Óscar (1986) \| Mejor edición de sonido \| Charles L. Campbell y Robert R. Rutledge \| Ganadores \| \| Premios Óscar (1986) \| Mejor canción original \| Chris Hayes (música), Johnny Colla (música) y Huey Lewis (letra), por la canción «The Power of Love» \| Nominados \| \| Premios Óscar (1986) \| Mejor sonido \| Bill Varney, B. Tennyson Sebastian II, Robert Thirlwell y William B. Kaplan \| Nominados \| \| Premios Óscar (1986) \| Mejor guion escrito para cine \| Robert Zemeckis y Bob Gale \| Nominados \| \| Premios BAFTA (1986) \| Mejor edición \| Arthur Schmidt y Harry Keramidas \| Nominados \| \| Premios BAFTA (1986) \| Mejor película \| Bob Gale, Neil Canton y Robert Zemeckis \| Nominados \| \| Premios BAFTA (1986) \| Mejores diseño de producción \| Lawrence G. Paull \| Nominado \| \| Premios BAFTA (1986) \| Mejor guion original \| Robert Zemeckis y Bob Gale \| Nominados \| \| Premios BAFTA (1986) \| Mejores efectos especiales \| Kevin Pike y Ken Ralston \| Nominados \| \| Premios de la Academia Japonesa (1987) \| Mejor película extranjera \| \| Ganadora \| \| Premios Artios (1986) \| Mejor elección de reparto para película de comedia \| Mike Fenton, Jane Feinberg y Judy Taylor \| Nominados \| \| Premios Saturn (2003) Premios Saturn (1985) \| Mejor lanzamiento en DVD de películas clásicas (tanto para Back to the Future Part II (1989) como Back to the Future Part II (1990) \| \| Nominado \| \| Premios Saturn (2003) Premios Saturn (1985) \| Best Actor[98][99] \| Michael J. Fox \| Ganador \| \| Premios Saturn (2003) Premios Saturn (1985) \| Mejores efectos especiales \| Kevin Pike \| Ganador \| \| Premios Saturn (2003) Premios Saturn (1985) \| Best Science Fiction Film[98] \| \| Ganadora \| \| Premios Saturn (2003) Premios Saturn (1985) \| Best Supporting Actor[98] \| Thomas F. Wilson \| Ganador \| \| Premios Saturn (2003) Premios Saturn (1985) \| Mejor vestuario \| Deborah Lynn Scott \| Nominado \| \| Premios Saturn (2003) Premios Saturn (1985) \| Mejor director \| Robert Zemeckis \| Nominado \| \| Premios Saturn (2003) Premios Saturn (1985) \| Mejor música \| Alan Silvestri \| Nominado \| \| Premios Saturn (2003) Premios Saturn (1985) \| Mejor(es) actor(es) de soporte \| Crispin Glover y Christopher Lloyd \| Nominados \| \| Premios Saturn (2003) Premios Saturn (1985) \| Mejor actriz de soporte \| Lea Thompson \| Nominada \| \| Premios Globo de Oro (1986) \| Mejor película musical o de comedia \| \| Nominada \| \| Premios Globo de Oro (1986) \| Mejor canción original para película \| Johnny Colla (música), Chris Hayes (música) y Huey Lewis (letra) (por la canción «The Power of Love») \| Nominados \| \| Premios Globo de Oro (1986) \| Mejor actuación por un actor en una película \| Michael J. Fox \| Nominado \| \| Premios Globo de Oro (1986) \| Mejor guion para película \| Robert Zemeckis y Bob Gale \| Nominados \| \| Goldene Leinwand (Pantalla Dorada, Alemania) (1986) \| (no existe categoría) \| Universal International Pictures (distribuidor) \| Ganador \| \| Premios Grammy (1986) \| Mejor álbum de una banda sonora original y de un fondo instrumental escrita para una película o televisión \| Johnny Colla, Chris Hayes, Huey Lewis, Lindsey Buckingham, Alan Silvestri, Eric Clapton y Sean Hopper \| Nominados \| \| Festival de Cine de Venecia (1986) \| Mención honorífica \| Robert Zemeckis \| Ganadora \| \| Premios Young Artist (1990) \| Mejor película familiar de aventura \| \| Ganadora \| \| Premios Hugo (1990) \| Mejor presentación dramática \| \| Ganadora \| \| Premios DVD Exclusive (2003) \| Mejor edición especial del año para película clásica (Para Back to the Future Part II (1989), Back to the Future Part III (1990) y para la trilogía) \| \| Ganadores \| \| Premios DVD Exclusive (2003) \| Documental original retrospectivo \| Laurent Bouzereau (Para Back to the Future Part II (1989), Back to the Future Part III (1990), para la trilogía y para Back to the Future: Making the Trilogy (2002) (V), partes 1, 2 y 3) \| Nominado \| \| Premios People's Choice (1986) \| Película favorita \| \| Ganadora \| \| Premios Writers Guild America (1986) \| Mejor guion escrito para película \| Robert Zemeckis y Bob Gale \| Nominados \| \| Premios David di Donatello (1986) \| Mejor productor de película extranjera (Migliore Produttore Straniero) \| Steven Spielberg \| Ganador \| \| Premios David di Donatello (1986) \| Mejor guion de película extranjera (Autore della Migliore Sceneggiatura Straniero) \| Robert Zemeckis y Bob Gale \| Ganadores \| | | |           |
| Premio | Categoría | Receptor(es) | Resultado |
| Premios Óscar (1986) | Mejor edición de sonido | Charles L. Campbell y Robert R. Rutledge | Ganadores |
| Premios Óscar (1986) | Mejor canción original | Chris Hayes (música), Johnny Colla (música) y Huey Lewis (letra), por la canción «The Power of Love»                                                                                       | Nominados |
| Premios Óscar (1986) | Mejor sonido | Bill Varney, B. Tennyson Sebastian II, Robert Thirlwell y William B. Kaplan | Nominados |
| Premios Óscar (1986) | Mejor guion escrito para cine | Robert Zemeckis y Bob Gale | Nominados |
| Premios BAFTA (1986) | Mejor edición | Arthur Schmidt y Harry Keramidas | Nominados |
| Premios BAFTA (1986) | Mejor película | Bob Gale, Neil Canton y Robert Zemeckis | Nominados |
| Premios BAFTA (1986) | Mejores diseño de producción | Lawrence G. Paull | Nominado  |
| Premios BAFTA (1986) | Mejor guion original | Robert Zemeckis y Bob Gale | Nominados |
| Premios BAFTA (1986) | Mejores efectos especiales | Kevin Pike y Ken Ralston | Nominados |
| Premios de la Academia Japonesa (1987) | Mejor película extranjera | | Ganadora  |
| Premios Artios (1986) | Mejor elección de reparto para película de comedia                                                                                                   | Mike Fenton, Jane Feinberg y Judy Taylor | Nominados |
| Premios Saturn (2003) Premios Saturn (1985) | Mejor lanzamiento en DVD de películas clásicas (tanto para Back to the Future Part II (1989) como Back to the Future Part II (1990)                  | | Nominado  |
| Premios Saturn (2003) Premios Saturn (1985) | Best Actor | Michael J. Fox | Ganador   |
| Premios Saturn (2003) Premios Saturn (1985) | Mejores efectos especiales | Kevin Pike | Ganador   |
| Premios Saturn (2003) Premios Saturn (1985) | Best Science Fiction Film | | Ganadora  |
| Premios Saturn (2003) Premios Saturn (1985) | Best Supporting Actor | Thomas F. Wilson | Ganador   |
| Premios Saturn (2003) Premios Saturn (1985) | Mejor vestuario | Deborah Lynn Scott | Nominado  |
| Premios Saturn (2003) Premios Saturn (1985) | Mejor director | Robert Zemeckis | Nominado  |
| Premios Saturn (2003) Premios Saturn (1985) | Mejor música | Alan Silvestri | Nominado  |
| Premios Saturn (2003) Premios Saturn (1985) | Mejor(es) actor(es) de soporte | Crispin Glover y Christopher Lloyd | Nominados |
| Premios Saturn (2003) Premios Saturn (1985) | Mejor actriz de soporte | Lea Thompson | Nominada  |
| Premios Globo de Oro (1986) | Mejor película musical o de comedia | | Nominada  |
| Premios Globo de Oro (1986) | Mejor canción original para película | Johnny Colla (música), Chris Hayes (música) y Huey Lewis (letra) (por la canción «The Power of Love»)                                                                                      | Nominados |
| Premios Globo de Oro (1986) | Mejor actuación por un actor en una película | Michael J. Fox | Nominado  |
| Premios Globo de Oro (1986) | Mejor guion para película | Robert Zemeckis y Bob Gale | Nominados |
| Goldene Leinwand (Pantalla Dorada, Alemania) (1986) | (no existe categoría) | Universal International Pictures (distribuidor) | Ganador   |
| Premios Grammy (1986) | Mejor álbum de una banda sonora original y de un fondo instrumental escrita para una película o televisión                                           | Johnny Colla, Chris Hayes, Huey Lewis, Lindsey Buckingham, Alan Silvestri, Eric Clapton y Sean Hopper                                                                                      | Nominados |
| Festival de Cine de Venecia (1986) | Mención honorífica | Robert Zemeckis | Ganadora  |
| Premios Young Artist (1990) | Mejor película familiar de aventura | | Ganadora  |
| Premios Hugo (1990) | Mejor presentación dramática | | Ganadora  |
| Premios DVD Exclusive (2003) | Mejor edición especial del año para película clásica (Para Back to the Future Part II (1989), Back to the Future Part III (1990) y para la trilogía) | | Ganadores |
| Premios DVD Exclusive (2003) | Documental original retrospectivo | Laurent Bouzereau (Para Back to the Future Part II (1989), Back to the Future Part III (1990), para la trilogía y para Back to the Future: Making the Trilogy (2002) (V), partes 1, 2 y 3) | Nominado  |
| Premios People's Choice (1986) | Película favorita | | Ganadora  |
| Premios Writers Guild America (1986) | Mejor guion escrito para película | Robert Zemeckis y Bob Gale | Nominados |
| Premios David di Donatello (1986) | Mejor productor de película extranjera (Migliore Produttore Straniero)                                                                               | Steven Spielberg | Ganador   |
| Premios David di Donatello (1986) | Mejor guion de película extranjera (Autore della Migliore Sceneggiatura Straniero)                                                                   | Robert Zemeckis y Bob Gale | Ganadores |

### Formato casero
En 1986, Back to the Future se lanzó por primera vez en los formatos VHS, Betamax, Laserdisc y CED por parte de MCA Home Entertainment, en este relanzamiento, Universal añadió la leyenda «Continuará...» antes de los créditos para incrementar la expectativa del público en torno a una segunda parte, a pesar de que en ese tiempo aún no se tenían planes para hacer una secuela. Dicha leyenda se omitió en la versión en DVD publicada en 2002 y en reediciones posteriores en otros formatos. La película tuvo un relanzamiento en VHS en 1994. En 2002 se distribuyó la trilogía completa en VHS por última vez. En 1993 salió a la venta una versión para Japón en laserdisc con la trilogía completa, que además incluye material adicional con entrevistas, escenas inéditas y una sesión de preguntas y respuestas conducida por el actor Kirk Cameron. En esa misma época se lanzó una colección con las tres películas en el formato Video CD.
El 2 de diciembre de 2002, la película apareció por primera vez en formato DVD, en donde se incluyó una copia de la cinta junto con material extra como entrevistas a Gale y Zemeckis, notas sobre la producción, escenas eliminadas, galerías fotográficas, entre otros. Tres años después, en 2005, para celebrar el 20° aniversario del estreno, se puso a la venta un paquete con la trilogía completa en el mismo formato de video, y un total de tres discos, con una relación de imagen en pantalla ancha. En 2009, la película obtuvo un nuevo relanzamiento en DVD, solo que esta vez fue a manera de «edición especial» en un paquete de dos discos, que incluye la copia de la película junto con el simulador Back to the Future: The Ride, un adelanto de Back to the Future II conducido por el actor Leslie Nielsen y un documental sobre la producción de Back to the Future.
En 2010, a manera de conmemoración de sus primeros veinticinco años de lanzamiento, la trilogía se relanzó en un paquete de siete discos que incluye una copia digital de cada película en formato Blu-ray. Cada disco contiene audiocomentarios de Zemeckis y Gale, así como escenas eliminadas, documentales y galerías fotográficas.
Como parte del 100° aniversario de Universal Pictures en 2012, la película en Blu-ray y DVD fueron incluidas en el catálogo y posteriormente formó parte de las 25 películas incluidas en el caja recopilatoria de Universal 100th Anniversary Collection, junto con otras películas del estudio consideradas como clásicos. La edición de Back to the Future incluida era la misma edición de 2010 sin ningún añadido nuevo.
El 21 de octubre de 2015, con motivo del Back to the Future Day (así como por el 30 aniversario del lanzamiento de la película), la trilogía tuvo un nuevo relanzamiento en DVD y Blu-ray como parte de la celebración que conmemoró la llegada de Marty y el Doc al futuro en la segunda película Ambas ediciones formaron parte de un boxset titulado Back to the Future: The Complete Adventures. Esta edición se caracteriza por incluir un disco bonus con el nuevo documental Back in Time que cuenta con entrevistas con los miembros del elenco y el equipo, junto con el impacto cultural de la trilogía 30 años más tarde.
En 2020, con motivo del 35° aniversario, se relanzó nuevamente en Blu-ray y por primera vez en el formato Blu-ray Ultra HD con una conversión a una resolución 4K. A su vez se lanzó en un nuevo boxset con la trilogía llamado Back to the Future: The Ultimate Trilogy, el boxset incluye el mismo material previamente lanzado en 2015. Para Blu-ray se incluyó en un boxset que replica el condensador de flujo que permite realizar el viaje en el tiempo.

### Legado

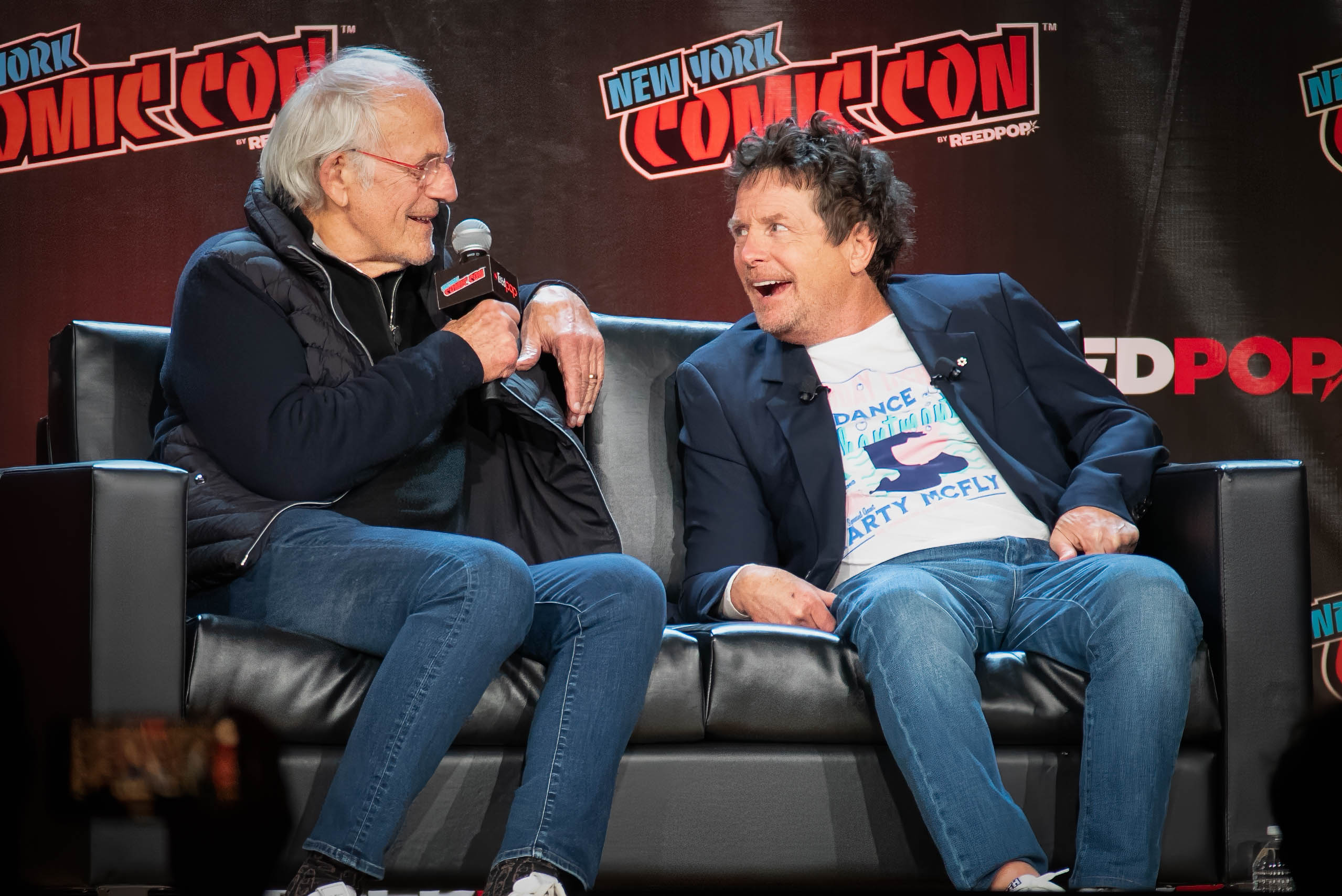
Christopher Lloyd y Michael J. Fox discutiendo la película en la New York Comic Con de 2022.

El expresidente de Estados Unidos Ronald Reagan, entonces en el cargo cuando se estrenó la película, declaró ser un fanático de ella, e incluso hizo alusión al filme en su Discurso del Estado de la Unión de 1986 al comentar que «nunca ha habido un momento más emocionante para estar vivo, un momento de asombro conmovedor y de hazañas heroicas. Pues como decían en una de las escenas: 'A donde nos dirigimos, no necesitamos caminos'». Adicionalmente, cuando Reagan acudió por primera vez a verla, solicitó en la sala de cine que exhibía el montaje que repitiera de nuevo la escena donde los protagonistas bromeaban al cuestionar la veracidad de que Reagan era presidente de Estados Unidos en los años 1980. De igual forma, George H. W. Bush hizo varias referencias a la cinta durante sus discursos como presidente.
La película alcanzó la posición número 28 en la lista hecha por la revista Entertainment Weekly titulada Las 50 mejores películas sobre preparatorias. En 2008, Back to the Future se posicionó en el sitio 23 de las «mejores películas jamás hechas», un listado creado sobre la base de la opinión de los lectores de la revista británica Empire. Asimismo también figuró en una lista realizada por el diario The New York Times, en la que se listan cerca de 1 000 títulos. En enero de 2010, la publicación británica Total Film la incluyó en su lista de Las 100 mejores películas de todos los tiempos.
El 27 de diciembre de 2007, Back to the Future fue elegida para su preservación en el National Film Registry por la Biblioteca del Congreso de Estados Unidos por ser «estética, cultural e históricamente importante». Un año antes, en 2006, el libreto original de la película fue escogido por la Writers Guild Award como el «56.º mejor guion de todos los tiempos». Por otra parte, Back to the Future se encuentra en la décima posición del listado hecho por el canal británico Channel 4 titulado 50 películas que deberías ver antes de morir. De forma similar, en 2008 la revista Empire eligió a Marty como uno de los cien mejores personajes del cine.

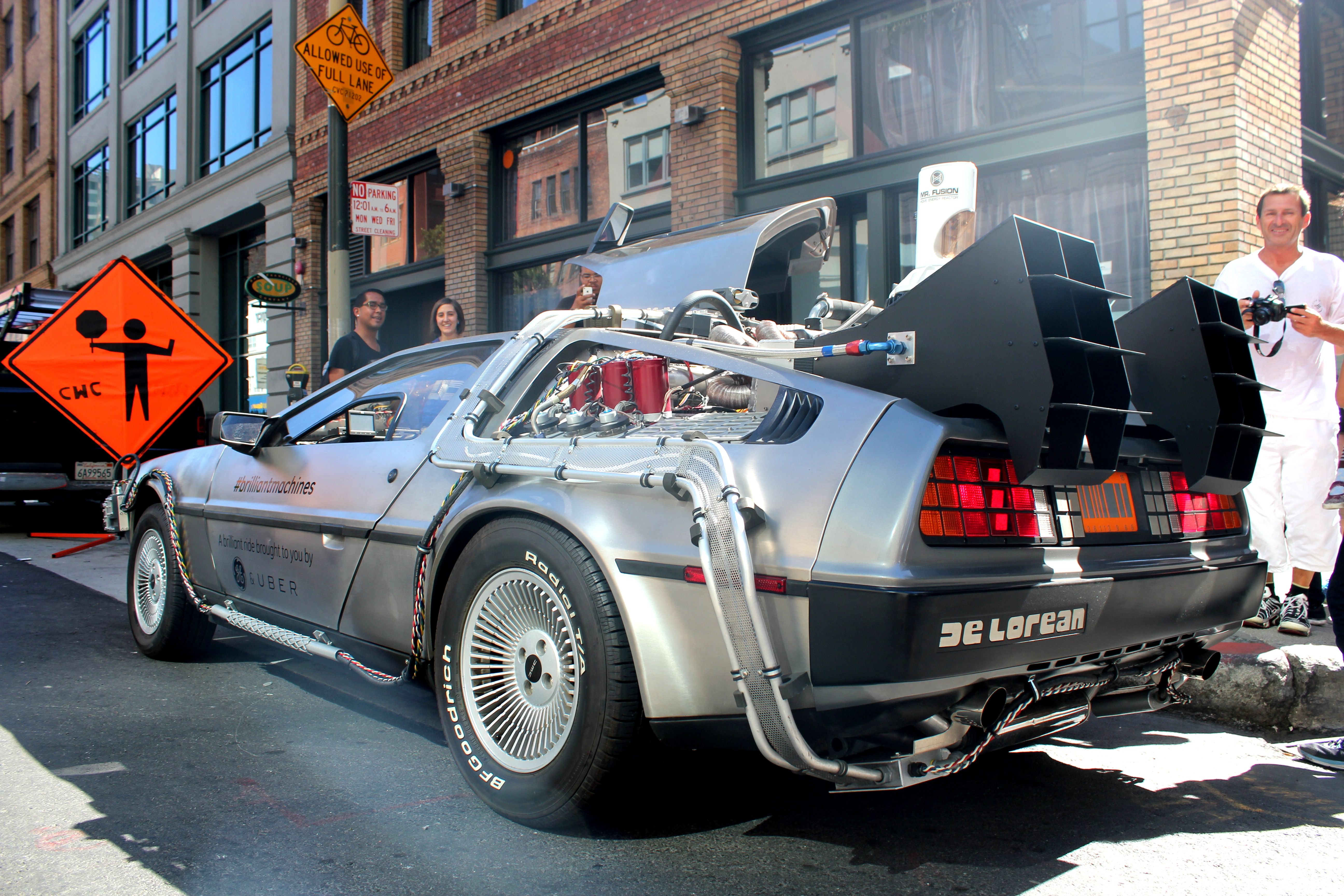
Tras el estreno de la película, Gale y Zemeckis recibieron una carta por parte de John DeLorean en donde les agradeció por usar su automóvil, el modelo DMC DeLorean, en Back to the Future.

En junio de 2008, el American Film Institute reveló un listado titulado AFI's 10 Top 10 (consistente en una recopilación de diez películas repartidas en diez categorías diferentes, basada en los géneros «clásicos» del cine estadounidense), después de haber sondeado a más de 1 500 personas involucradas en el aspecto creativo del cine. Back to the Future fue catalogada como la décima mejor película dentro del género de ciencia ficción. De forma similar, la cinta fue incluida en la lista de candidatos de la mayoría de las listas de la serie AFI 100 años..., realizada por el AFI, entre las cuales se encuentran 100 años... 100 películas, 100 años... 100 películas (edición 10.º aniversario), 100 años... 100 frases por «Roads? Where we're going we don't need roads» pronunciada por el Dr. Emmett Brown, siendo dos veces seleccionada para la lista de 100 años... 100 canciones para las melodías de «The Power of Love» y «Johnny B. Goode», 100 años... 100 pasiones, y 100 años... 100 sonrisas.
El grupo británico de pop rock McFly toma su nombre, a manera de homenaje, del protagonista de Back to the Future; la banda fue nombrada así, ya que de acuerdo a los comentarios que Harry Judd —baterista del grupo— realizó durante una entrevista, admitió que los miembros de la banda le guardaban una cierta fascinación a Marty McFly y a la trilogía en general.
El éxito del largometraje incrementó notablemente la popularidad del modelo de automóviles DeLorean; a manera de anécdota, Gale y Zemeckis recibieron una carta de John DeLorean, creador de dicho modelo, en donde este les agradeció por usar su automóvil en Back to the Future. Con respecto al relanzamiento del filme, debido a su 25° aniversario desde que fue estrenada en los cines, varios sitios de Internet realizaron reseñas sobre lo que más les ha gustado de la trilogía en general, centrándose primordialmente en la primera entrega; el sitio mexicano Chilango.com realizó un listado de las 25 cosas que más le ha agradado a su equipo de editores a lo largo del tiempo, titulada como «A 25 años de su estreno, 25 señales de nuestro amor por los McFly»; de entre las cosas que se mencionan, se habla sobre escenas, personajes y frases que a lo largo del argumento van teniendo su «encaje» como si fuera un rompecabezas. A su vez, el aniversario motivó a varios críticos a reseñarla de nuevo, pero esta vez de manera enfocada a la calidad de remasterización, así como en su formato digital. El sitio peruano ElComercio.com, mostró un vídeo en el cual se muestra a Michael J. Fox promoviendo una reunión entre los actores que participaron en la grabación durante la entrega de los premios Scream Movie; de igual forma, el mismo vídeo fue reproducido durante dicha ceremonia.
Back to the Future ha tenido múltiples referencias, alusiones, parodias y demás apariciones, en diversos medios, tanto en otras producciones dentro de la industria del cine como en muchas otras obras audiovisuales ajenas a ella, como lo son los progamas de televisión e inclusive en videojuegos. De entre los ejemplos que se pueden mencionar se incluyen a Los Simpson, Phineas & Ferb, The Fairly OddParents, Donnie Darko, CSI: Crime Scene Investigation, Half-Life 2, Duke Nukem 3D, The Big Bang Theory, Clockstoppers, El efecto mariposa, South Park, Ghost Rider, No More Heroes, Driver: San Francisco, Rick y Morty, entre otros.

## Novelas, serie de televisión y videojuegos
De forma simultánea al estreno de la película, la editorial Berkley Books lanzó una novela oficial a manera de adaptación literaria del filme, Back to the Future: a novel, escrita por George Gipe. Si bien Gipe se basó exclusivamente en el guion de Back to the Future, esta publicación se caracterizó por contar con algunas diferencias en cuanto a la película, pues añadió escenas, personajes y lugares inéditos que no aparecen en esta última. Ese mismo año, Berkley Books lanzó otra novela orientada para niños y titulada Back to the Future: The Story, la cual corrió a cargo de Robert Loren Fleming y se considera una adaptación de la novela de Gipe. En 1990, Mallard Press publicó una antología sobre la trilogía completa, titulada como Back to the Future: The Official Book of the Complete Movie Trilogy, que fue escrita por Michael Klastorin y Sally Hibbin, la cual se lanzó de manera simultánea a Back to the Future III. Ese año también se llevó a cabo la publicación de cuatro revistas, enlistadas bajo el título de Back to the Future Fan Club Magazine, las cuales incluyen entrevistas con el reparto y personal técnico de las películas así como fotografías inéditas de los actores. En 2010, Sorcha Ní Fhlainn publicó The Worlds of Back to the Future: Critical Essays on the Films, el cual es un análisis crítico de los diferentes elementos y temáticas expuestos en la trilogía de Back to the Future, abarcando aspectos filosóficos, literarios, musicales, culturales y científicos.

En la imagen, un graffiti en Londres, Inglaterra que emula la escena en la que sucede «el primer viaje en el tiempo en la historia del mundo», de acuerdo con Doc.

En septiembre de 1991 se estrenó la serie de televisión Back to the Future, una producción animada producida por Universal Cartoon Studios —una división de Universal Studios— y Amblin Entertainment, principalmente. El programa duró un total de dos temporadas, cada una de trece episodios, concluyendo sus transmisiones originales por el canal CBS en noviembre de 1992. Más tarde, la serie se retransmitió por los canales ABC (1993) y FOX (2003). La trama de la misma se centra en las aventuras de Marty y su novia, y la familia de Doc Brown, junto con el perro Einstein. En 1992 y 1993 ganó cuatro premios Daytime Emmy, relacionados con la edición de sonido. Al mismo tiempo que se transmitía la serie televisiva, Harvey Comics llevó a cabo la publicación de una serie de siete historietas basadas primordialmente en el show animado, la cual concluyó en 1993.
En cuanto a los videojuegos basados en Back to the Future, el primero de ellos, Back to the Future, se lanzó en 1989 para la consola Nintendo NES, publicado por LJN y desarrollado por Beam Software. Igualmente, se lanzaron otras tres versiones para los sistemas Commodore 64 y Sinclair ZX Spectrum, MSX —distribuido por Pony Canyon— y MSX2 —exclusivo para Japón—. Hay una versión modificada del motor de juego empleado en Grand Theft Auto: Vice City titulada Back to the Future: Hill Valley, así como otra distinta basado en Grand Theft Auto: San Andreas, las cuales están disponibles para su descarga virtual. Igualmente, existe un minijuego denominado Back to the Future - The Ride en el título Universal Studios Theme Park Adventure, distribuido en 2001 para la consola Nintendo GameCube. En 2010, la compañía Telltale Games anunció la producción de un videojuego episódico conformado por cinco partes independientes entre sí, todas ellas basadas en la trilogía fílmica con motivo del 25.º aniversario. Gale asesoró el desarrollo del guion utilizado en el juego, además de que Christopher Lloyd prestó su voz para interpretar a Doc Brown en su versión digital. El juego se sitúa dentro de la línea argumental original, seis meses después de los acontecimientos de la Parte III, y ha sido adaptado para las plataformas PC, Mac, PS3, iPad y Wii. La primera parte fue publicada el 22 de diciembre de 2010. En 1990 se produjo una versión pinball titulada Back to the Future: The Pinball.
En una entrevista a finales de 2010, Gale comentó que solo las películas son consideradas como canónicas y que las demás producciones —novelas, videojuegos, serie de TV, etcétera— relatan historias «alternativas» a la trama principal, y por lo tanto no son oficiales.

## Back to the Future: The Ride
A mediados de 1991 se inauguró la atracción Back to the Future: The Ride en el parque temático Universal Studios Florida, el cual básicamente era un simulador donde Doc Brown intenta atrapar a Biff Tannen a bordo del DeLorean. En 1993, una atracción similar abrió sus puertas en Universal Studios Hollywood, y finalmente en 2001 se abrió una última atracción en Universal Studios Japan. En los dos primeros parques la atracción fue clausurada en 2007 para ser sustituida por The Simpsons Ride, mientras que en Japón fue sustituida por Despicable Me Minion Mayhem.
Cabe señalarse que en Universal Studios Hollywood existió un restaurante temático inspirado en la trilogía de Back to the Future denominado Doc Brown's Chicken, en donde se sirven cuatro variedades de pollo frito y el personaje central es Doc Brown.

### Lectura complementaria
- Gipe, George (julio de 1985). Back to the Future: A Novel (libro de bolsillo). Novelización de la película. Berkley Books. ISBN 978-0425082058.
- Ni Fhlainn, Sorcha (2010). The Worlds of Back to the Future: Critical Essays on the Films. McFarland Publishers. ISBN 978-0-7864-4400-7.
- Shail, Andrew; Stoate, Robin (2010). Back to the Future. BFI Film Classic. Palgrave Macmillan. ISBN 9781844572939.
- Dudo, Lolo (2014). «"Regreso al futuro", en verso.».